# Естонија
Естонија (ест. Eesti), или званично Република Естонија (ест. Eesti Vabariik), суверена је држава смештена у балтичком региону северне Европе. Држава је стешњена између акваторије Балтичког мора на северу и западу, Чудско-псковског језера и Русије на истоку и територије Републике Летоније на југу. Са површином од 45.339 km² територијално је најмања међу земљама које излазе на обале Балтичког мора. Поред континенталног дела Естонији припада и преко 2.200 острва у акваторији Балтичког мора, а највећа међу њима су Сарема (2.671 km²), Хијума (989 km²) и Муху (198 km²).
Држава се налази у зони умереноконтиненталне климе подложне јаким маритимним утицајима са Балтика. Територија је доста ниска, са просечном надморском висином од око 50 м, а надморска висина постепено расте идући ка југу, до максималних 318 м. Укупна дужина обалне линије је 3.794 km, док је дужина копнених граница 657 km. Од око 1.400 језера величином се издваја језеро Пејпус (Чудско језеро) које Естонија дели са Русијом. Реке су бројне, али су углавном мањих дужина, бројне су мочваре и тресаве. Око половине државне територије прекривено је шумама у којима доминирају бор, смрча и бреза.
Прве људске насеобине на тлу данашње Естоније основане су пре око 11.000 година, а угро-фински преци савремених Естонаца населили су се на ово подручје пре 1800. п. н. е. Након векова тевтонске, данске, шведске и руске власти Естонија се по први пут изборила за своју независност након Првог светског рата. Потом почетком Другог светског рата 1940. поново потпада под власт Нацистичке Немачке, а потом и Совјетског Савеза из чијег састава излази тек 1991. године. У Совјетском Савезу Естонија је егзистирала као засебна политичка јединица − Естонска Совјетска Социјалистичка Република. Савремена Естонија је демократска парламентарна република, и чланица је Уједињених нација, Европске уније, Савета Европе и НАТО пакта. Такође је и део Шенгенске зоне, Еврозоне, чланица је Светске банке и других међународних институција.
Држава је подељена на 15 округа. Главни и највећи град је Талин са нешто мање од пола милиона становника, а већи градови су још и Тарту, Нарва, Кохтла-Јарве и Пјарну. Са укупно око 1,3 милиона становника Естонија се налази међу земљама са најмањом популацијом у Европи. Основу популације чине Естонци који припадају угро-финској групи народа, и који чине око 70% становништва државе. Најбројнији мањински народ су Руси који чине око четвртине укупне популације. Једини званичан језик на територији целе земље је естонски, и доста је сличан финском и лапонском језику.
Естонија је у време постојања Совјетског Савеза била једна од привредно најразвијенијих држава, а висок степен развоја задржала је и након стицања независности. Данас је Естонија међу земљама са највећом стопом раста међу чланицама Европске уније, са веома високим индексом хуманог развоја, економским и грађанским слободама и слободом штампе. Образовни систем у земљи је јако развијен, а на ПИСА тестирању 2015. естонски средњошколци су заузели високо треће место у светским оквирима, одмах после Јапана и Сингапура. Након стицања независности у земљи се нарочито интензивно развијао информационо-технолошки сектор. Естонија је прва земља на свету која је својим грађанима омогућила гласање путем интернета, а први такви избори одржани су 2005. године.

## Етимологија
Према појединим хипотезама име Естонија изведено је од латинског термина Ести (лат. Aesti) који је у писаним документима први пут употребио римски историчар Тацит (56−117) у свом свеобухватном делу Германија (лат. De origine et situ Germanorum; написано око 98. године). Према Тациту Германи су тим именом називали све народе који су живели североисточно од реке Висле, а њихова земља која је називана Aestui налазила се на подручју источно од данашње Шведске, те западно од Ситоније, на обалама Балтичког мора. Међутим, ови описи се вероватно односе на балтичке народе који су живели (и живе и данас) на подручјима нешто јужније од савремене Естоније. Иако није искључена могућност да је име естонске државе изведено од старогерманског термина, извесно је да се поменути опис није односио на угро-финске Естонце.
У старонордијским сагама често се помиње „земља на истоку” под именом Eistland, а под истим именом се и данас назива Естонија у савременом исландском језику. У старијим списима на латинском језику срећу се и називи Estia и Hestia.
У естонском језику најстарији ендоним који се односи на Естонце као народ је maarahvas, са значењем „људи који живе од земље”, док се у савременом естонском језику име земље пише као Eesti. У савремени српски језик име Естонија вероватно је ушло преко руског језика и истоветно је руском називу за ову земљу − Эстония.
Након што је Естонија обновила своју независност 1991. године, у националном парламенту те земље је дошло до опширне јавне дебате о званичном имену земље на енглеском језику. Значајан део политичке елите је сматрао да суфикс –onia у имену Estonia (раније такође Esthonia) иако латинског порекла сувише подсећа на словенске топониме на латинском, те да као такав не одговара угро-финском карактеру земљу. Покушала је да се наметне германизована алтернатива (Estland), што је и назив за ову земљу у већини германских језика (на пример у немачком, данском, норвешком, и шведском).

## Географија
Република Естонија је смештена у источном делу балтичког басена, на прелазу из источне у северну Европу. Обухвата територију површине 45.228 km² и по том параметру налази се на 32. месту међу европским државама, односно на 132. месту у светским оквирима. Естонији припадају и територијалне воде Балтичког мора на удаљености од 12 наутичких миља од обале (22,2 km).
Најсевернија тачка Естонија лежи на северној обали острва Вајндло на координатама 59° 49′ 17″ N 26° 21′ 31″ E / 59.82139° С; 26.35861° И, док је најсевернија тачка континенталног дела полуострво Пурекари на 59° 40′ 31″ N 25° 41′ 49″ E / 59.67528° С; 25.69694° И. Најјужнија тачка је код села Наха на летонској граници, на координатама 57° 30′ 33″ N 26° 37′ 00″ E / 57.50917° С; 26.61667° И. Западни екстрем налази се на острву Нотама на 58° 19′ 20″ N 21° 45′ 51″ E / 58.32222° С; 21.76417° И (у континенталном делу то је рт Рамзи на 59° 01′ 31″ N 23° 24′ 15″ E / 59.02528° С; 23.40417° И), док је најисточнија тачка источно од града Нарве на 59° 22′ 13″ N 28° 12′ 36″ E / 59.37028° С; 28.21000° И. Највећа удаљеност између два локалитета крећући се друмом износи око 400 km. Већина острва се налази у близини континенталног дела земље, а најудаљеније је острво Рухну у Ришком заливу које је од копна удаљено 65 km.
На северу и истоку Естонија излази на обале Балтичког мора, односно на његове заливе, Фински на северу и Ришки на југозападу. Фински залив раздваја Естонију од Финске Удаљеност између Хелсинкија и Талина износи свега 87 km), док је централни део Балтичког мора раздваја од Шведске. Укупна дужина естонске обале, укључујући и обале балтичких острва, је 2.551 km. Естонија има копнене границе на југу и истоку, у укупној дужини од 657 km. На југу се граничи са Летонијом у дужини од 333 km, док је на истоку граница са Руском Федерацијом, односно њеним областима Псковском и Лењинградском, у дужини од 324 km. Највећи део државне границе са Русијом има природни карактер и протеже се акваторијем Чудско-псковског језера и реком Нарвом, док је једина копнена граница на подручју Печорског рејона Псковске области. Власти Естоније сматрају Печорски рејон (територија површине 1.251 km²) делом своје територије под привременом окупацијом Русије.

### Геологија
Највећи део естонске територије граде палеозојске седименте стене прекривене нешто тањим квартарним наслагама. Палеозојске стене избијају на површину једино у приобалним подручјима и језерско-речним депресијама, на местима где је ерозија оголила површински квартарни слој. Северна обала у својој основи изграђена је од кречњачких стена и подложна је интензивној абразији. Депресије у централном делу земље настале су на контакту тврђих силурских кречњака са мекшим девонским пешчарима. Пре око 350 милиона година, крајем девона, дошло је до коначног повлачења мора са садашњег естонског копна. Море је за собом оставило песковити плато који се протеже од Финске на северу до Леоније на југу, те од Русије до Шведске. Интензивна ерозија површинских централних делова Естоније и обала Финског залива започела је пре око 65 милиона година (почетком кенозоика) и трајала је све до последње плеистоцене глације (пре око 2 милиона година). У то време Северноестонски клинт је имао висину и до 150 m и раздвајао је северне делове кречњачког платоа од депресија којима су текле реке на подручју данашњег Финског залива.
Савремени рељеф Естоније последица је деловања плеистоцених ледника. Пре око 12.000 година готово већина савремене естонске територије била је прекривена моћним леденим наслагама залеђеног Балтичког језера. Северна и западна обала Естоније је пре око 7.000 година била под водама тадашњег Литориновог мора (претходника савременог Балтичког мора). Лед који се на крају плеистоцене глацијације постепено повлачио ка северу са собом је носио знатне количине финих глина и песака са виших подручја и таложио их у низијским подручјима уз обалу. Плеистоцена глацијација је тако у потпуности изменила рељеф тог подручја. У односу на преглацијални период ниво мора је порастао за више од 100 m и вода је прекрила је значајна подручја која су раније била на сувом. Након топљења моћних ледених наслага тло се ослободило притиска, што је довело до постепеног издизања нивоа копна, а процес издизања и данас је уочљив у северозападном делу земље где се на годишњем нивоу тло диже за 2−3 милиметра. Издизање за последицу има повећање копнене масе, а уз обалу се формирају бројна нова острвца и хриди.
Површинске квартарне наслаге формирале су се током и после последњег глацијалног процеса. Просечна дебљина глацијалних седимената на платоима северне и централне Естоније је од 2 до 3 метра, док је у јужним деловима 5−10 m. Кречњачки платои на којима је приметно одсуство квартарних седимената − или су ти седименти пак јако танки (свега неколико центиметара) − називају се алвари. Максимална дебљина квартарних седимената, која достиже и до 100 m, приметна је у древним долинама и акумулационим моренским побрђима на крајњем југу и југоистоку.
Значајан утицај на развој савременог рељефа у низијским подручјима одиграле су бројне тресаве. Прва тресетишта у Естонији настала су пре око 8.000 година, а најинтензивнији процес настанка тресета у мочварама одиграо се током последње две хиљаде година. Ниске тресаве данас прекривају око петине естонске територије.
Северни део Естоније је сеизмички активно подручје, а трусови, иако ретки, нису неуобичајена појава. Најјачи земљотрес који је погодио ову земљу десио се 25. октобра 1976. са епицентром у мору недалеко од северне обале острва Осмусар. Хипоцентар труса се налазио на дубини од 10−13 km, а магнитуда у хипоцентру износила је 4,7 степени рихтерове скале. Земљотрес је изазвао мања оштећења на старијим објектима, а на неким местима је дошло и до мањег урушавања стена уз обалу. Био је то званично најјачи земљотрес икада у Естонији.

### Рељеф
Естонија обухвата северозападни део простране Источноевропске равнице и њеним рељефом доминира ниско и равно земљиште и мања узвишења моренског порекла местимично испресецана речним долинама и ујезереним депресијама. Просечна надморска висина је око 50 m и постепено расте идући од балтичких обала ка унутрашњости. Највиша тачка је брдо Сур Мунамаги (ест. Suur Munamägi) на крајњем југоистоку земље, на побрђу Ханја , које са надморском висином од 318 m уједно представља и највишу тачку источне балтичке регије.
Побрђа заузимају углавном централне, јужне и југоисточне делове земље, а њихове основе су углавном на надморским висинама од 75 до 100 m. Побрђа су обично међусобно раздвојена дубоким депресијама којима пролазе речни токови. У зависности од деловања спољашњих сила на рељеф виших делова, естонска побрђа, у основи моренског порекла, деле се на акумулативна и ерозивна. Ерозивна побрђа су углавном доста заравњена, а њихова стеновита основа је прекривена релативно танким слојем квартарних стена. Два најтипичнија ерозивна побрђа у Естонији су Пандивере у централном делу (највиши врх је Емумаги  на 166 m) и Сакала (са највишим врхом Руту на 146 m) у јужном делу земље. Акумулативна побрђа знатно су виша, рашчлањенија и такође су прекривени нешто моћнијим квартарним седиментима. Три најзначајнија побрђа акумулативног типа су Ханја на југоистоку (где се налази и највиша тачка у земљи, брдо Сур Мунамаги са 318 m висине), на југу је побрђе Отепа (енгл. Otepää, највиша тачка је брдо Куце са 217 m), те Карула на југу (са највишом тачком Ребесејарве Торнимаги на 137 m). Виша подручја су још и друмлини Садјарве (ест. Saadjärve) са висином од 144 метра, Западносаремско побрђе (54 метра) и побрђе Јихви (Jõhvi; 81 m).
У виша подручја убрајају се и леднички платои који се налазе у северном делу земље, а најупечатљивији су платои Харју и Виру. Оба платоа су од обале Финског залива одвојена стрмом ескарпом балтичког клифа (или глинта) и леже на надморским висинама између 30 и 70 m. Равна и једнолична површина платоа је местимично пресечена речним долинама и крашким удубљењима. Плато Харју је услед интензивне ерозије рашчлањен на неколико мањих платоа (Томпеа и Вијмси код Талина и архипелаг Пакри). С друге стране природни рељеф платоа Виру је модификован вештачким путем услед експлоатације уљних шкриљаца, одлагања јаловине и пепела. У јужном делу налази се плато Уганди (висине 40−100 m) изграђен од пешчара и рашчлањен древним долинама. Нешто виша подручја су и Средњоестонска равница (60−80 m) и Корвема (Kõrvemaa; 50−90 m висине)
Низијска подручја распрострањена су уз обале Балтичког мора, Чудско-псковског језера и језера Вирцјарв (Võrtsjärv). Надморска висина је ту испод 50 m, а терен је често плављен. Низије заузимају око половине естонске територије, а најпространије се налазе у северозападним и западним деловима земље. Највеће низијско подручје је Западноестонска низија која представља ниско и замочварено подручје са ког се местимично издижу кречњачка узвишења висине до 20 m (Кирбла, Михкли Салумаги, Салевере Салумаги и други). Јужније уз обале Ришког залива је Парнска низија, такође мочварно подручје у чијој основи се налазе девонски пешчари. Од мора је одвојена високим пешчаним динама које се пружају уз обале Ришког залива.
Западноестонска низија се даље на западу наставља на острва западноестонског архипелага чијим рељефом доминирају ниска и равна подручја максималне висине до 20 m. Надморска висина на острвима постепено расте идући ка западу, а посебно долази до изражаја на западу Сареме и на полуострву Сирве на Хијуми. Дуж северне обале Сареме и острва Муху протеђе се до 21 метра високи Панга клиф.
Већим делом северне обале простире се уска Северноестонска приобална равница, стешњена између вода Финског залива на северу и Балтичког клинта на југу. Ширина овог подручја варира од неколико метара до двадесетак километара, и на том делу обале налазе се бројна мања полуострва, заливи и острва. Уз северне и западне обале Чудско-псковског језера (на естонском се то језеро назива Пејпси) такође се налазе ниске и мочварне равнице, а исти карактер има и депресија уз језеро Вирцјарв (Вирцјарвска низија, у јужном делу земље). Уз северну обалу Чудског језера је низија Алутагусе, док је западно Пејпска приобална низија.
Депресије и долине такође представљају значајне облике рељефа у јужном делу земље и стешњене су између нешто виших побрђа која међусобно раздвајају. Долина реке Валге (висина 40−80 m) раздваја побрђе Сакала са једне од Каруле и Отепа са друге стране. Долина Валге на североистоку се наставља на долину реке Мали Емајиги која се даље пружа све до Псковског језера. Између Ханје и Каруле се налазе долине Виру и Харгла (висине 70−100 m).
- Сателитски снимак Естоније
- Обала острва Осмусар
- Под тресавама је 2.549 km² (или 5,6%) естонског копна[20]
- Под шумама је 50% површина.
- Најдужа дрвена стаза кроз тресаву има дужину од 627 km.[21]

Балтички клинт који се простире уз северну обалу Естоније представља једну од најдужих ерозивних ескарпи у целој северној Европи (простире се од Оландских острва до језера Ладога). У северозападним и североисточним деловима Балтички клинт има карактер ерозивног клифа и излази на обале Финског залива. Највиши део Естонског клифа налази се код Онтике и висок је 56 m.

### Балтичка обала и острва
На северу и западу Естонија излази на обале Балтичког мора, односно на обале његових залива, Финског на северу и Ришког на југозападу. Укупна дужина морских обала континенталног дела Естоније је 1.242 km, а рачунајући и острва естонска балтичка обала дугачка је 2.551 km. Најдужу обалу међу острвима има острво Сарема са 854 km.
Естонска обала је доста разуђена и препуна је малих и плитких залива и полуострва. Уз обалу се налазе бројна стеновита острвца и гребени, а море је дуж целе естонске обале релативно плитко. Најплићи део је подручје Хијуског плићака који се налази на око 15 km северозападно од Хијуме, а где дубина мора на појединим местима достиже свега 1 m. Највеће дубине унутар естонских територијалних вода су у Финском заливу, где дубине достижу до 100 m, док је максимална дубина Ришког залива 50−60 m. Ришки залив је на северу преко плитког пролаза Вајнамери (Väinameri), површине 2.200 km², повезан са Финским заливом. Балтичко море се одликује јако малим плимним таласима чија је просечна висина око 10 cm. Просечна висина валова је 1−2 метра, док највиши валови настају за време јаких олуја и њихова висина се креће до 10 m на отвореном мору, око 6 m у Финском и 3−4 метра у Ришком заливу. Највећи заливи су Нарвски и Талински у Финском, те Парнски у Ришком заливу. 
Естонији припада укупно 2.355 острва, рачунајући и балтичка и језерска острва. Највећа група острва, налази се западно од западне обале земље и северно од Ришког залива, а реч је Западноестонском архипелагу.
Западноестонска острва од копна раздваја уски и плитки Вајнамерски пролаз. Укупна површина архипелага је око 4.000 km², а чини га око 500 острва. Углавном је реч о мањим острвима често занемарљиве површине, а свега 5 острва у овом архипелагу има површину већу од 10 km². Површином највеће естонско острво је острво Сарема, које је са површином од 2.672 km² четврто по величини острво у Балтичком мору (после Селанда, Готланда и Фина). Сарема је релативно ниско и равно острво, а једино је нешто издигнутији његов крајњи западни део где се налази моренско Западносаремско побрђе максималне висине до 54 метра. Друго по величини острво у архипелагу је Хијума са површином од 989 km². Хијума је нешто виша у поређењу са Саремом, а на највишој тачки на острву, брду Кипу на 67 m висине, налази се најстарији естонски светионик. Знатније површине имају још и острва Муху (198 km²), Вормси (93 km²) и Касари (19,3 km²).
Највећа острва у Ришком заливу су Кихну (16,4 km²) у источном делу, Рухну (11,4 km²) у централном и Абрука (8,78 km²) у северном делу залива (јужно од јужне обале Сареме).
У Финском заливу се налази око стотињак острва која територијално припадају Естонији, а већина њих се налази готово уз саму обалу. Најсеверније међу њима је острво Вајндло са површином од свега око 6 хектара, а од обале су нешто даља још и острва Кери (површине 3 ха) и Ухтју (10 ха). највећа острва у овом делу естонске акваторије су Најсар (18,6 km²) северно од Талина, те архипелаг Пакри који чине два острва укупне површине 24,7 km² (Сур Пакри са 11,6 km² и Вајке Пакри са 12,9 km²). Већа острва у заливу су још Прангли (6,44 km²), Осмусар (4,69 km²) и Аегна (2,9 km²). Острво Осмусар представља најзападнију тачку Финског залива.
Највеће језерско острво је острво Пијрисар (површине 7,85 km²) које се налази у јужном делу језера Пејпус.

### Хидрографија
Једна од основних одлика Естоније је веома разноврсна хидрографска мрежа на чији настанак су деловали климатски фактори и рељеф. Укупна годишња количина падавина је знатно виша од процента губљења воде услед испаравања, а остатак воде (200−300 mm годишње) са копна ка океану отиче путем бројних мањих водотока. Цела територија Естонија одводњава се ка балтичком басену преко 4 сливна подручја:
- сливно подручје језера Пејпси и реке Нарве (38%);
- сливно подручје Финског залива (уз изузетак реке Нарве; 21%);
- сливно подручје Ришког залива (32%) и
- басен Западноестонских острва (9% територије).

Најважнија развођа у земљи су побрђа Пандивере и Сакала са којих реке теку у сва три правца. Територијом Естоније теку бројне реке, а заједничка одлика свих њих је доста кратак ток и низак ниво воде (изузев у пролеће када се топи снег и током влажнијих лета када су поплаве редовна појава). Свега 10 река има дужину тока изнад 100 km, а већина њих тече у смеру језера Пејпси. Река са најдужим током у Естонији је Виханду (притока језера Ламијарв) са током од 162 km. Река са највећим протоком у Естонији је Нарва (дужина тока је 77 km) чији просечан проток у зони ушћа износи 370 m³/s. Нарва је једина отока језера Пејпси. Река Емајиги повезује два највећа естонска језера, Пејпси и Вирцјарв, а уједно је једина естонска река која је пловна целом дужином свог тока (од 101 km). Најдужа река у централном и западном делу земље, и друга по дужини тока је Парну са током од 144 km. Реке Ахја и Виханду, које теку јужним делом земље, познате су по својим дубоким и питорескним кањонима омеђеним девонским пешчарима. Вода из река се неретко користи за снабдевање великих градова пијаћом водом, а типичан пример таквог облика водопривреде је река Пирита (105 km) чије воде су преусмерене у језеро Илемисте (површине 9,436 km²) из ког се престоница Талин снабдева водом. По дужини тока још се издвајају реке Пилцама (135 km), Педја (122 km), Кејла (116 km), Касари (112 km), Пјуза (109 km) и Навести (100 km).
На територији Естоније налази се око 1.200 природних језера чија површина је већа од 1 хектара. Унутрашње воде заузимају око 2.840 km². Језера покривају око 4,7% државне територије Естоније, и неравномерно су распоређена по њеној територији. Највећи део језерских басена формиран је као последица топљења континенталног леда у последњем постглацијалном периоду. Већина језера налази се у побрђима на југу и југоистоку земље, у низији Алутагусе, те у резервату природе Пихја Кирвема (Põhja-Kõrvemaa) на северу земље. На западним острвима налазе се бројна мања приобална језера која су настала услед издизања копна, а највеће међу њима је језеро Мулуту Сурлахт у јужном делу Сареме (површина му варира од 14,4 km² до 30 km²). Занимљиво је да је вода код већине острвских језера слана. Многобројна мања језера налазе се у тресавама на западу земље, а таквих водених базена има преко 20.000 али су толико малих површина да се и не сматрају језерима. Свега 42 језера имају површину већу од 1 km², док само 20 језера има дубину већу од 20 m. Најдубље је језеро Рјуге Сурјарв (Rõuge Suurjärv) са дубином од 38 m.
Највећа језерска површина у Естонији налази се на западу земље, а реч је о Чудско-псковском језерском систему са укупном површином од 3.555 km², од чега Естонији припада 1.570 km² или 44% акваторије. Овај језерски систем чине три међусобно повезана језера — Пејпси (Чудско језеро) је на северу (2.610 km²), Ламијарв (Топло језеро) у средини (235 km²) и Пихква (Псковско језеро) на југу (710 km²). Највећи водостај у језеру је у пролеће, у време топљења снега, и у том периоду ниво воде у језеру се повећа за више од 1 метра и плави околно ниско земљиште, а површина језера се повећа за додатних до 780 km². Најнижи водостај је током октобра месеца. Језеро је обично под ледом од краја новембра па до краја марта, а просечна дебљина леда је од 50 до 60 cm. Највеће језеро на побрђу Отепа је језеро Пихајарв (Pühajärv) са површином од око 3 km² и максималном дубином до 8,5 m (из језера отиче река Вајке Емајоги). У централном делу земље налази се језеро Вирцјарв које са површином од 270 km² представља друго по величини естонско језеро. Већа језера су још и Садјарв (7,08 km²), Вагула (5,187 km²), Вејсјарв (4,8 km²) и друга.
На територији Естоније данас постоји око 150 вештачких језера која су настала преграђивањем речних корита или наливањем природних депресија у земљи. Највеће вештачко језеро је Нарвско језеро на реци Нарви које Естонија дели са Русијом. Од укупно 200 km² његове површине на тлу Естоније се налази 40 km².
Естонија је позната по бројним изворима, а према званичним подацима регистровано је њих око 5 хиљада (иако су већина њих јако мали и привремено активни). Неки од најлепших и водом најиздашнијих извора су Росна Алику, Есна, Пранди, Варангу и Симуна.

### Клима
У климатском погледу Естонија је смештена у прелазној зони између благе морске и оштрије континенталне климе, а значајан утицај на климу имају влажне ваздушне масе са Атлантика које у ово подручје продиру преко Балтичког мора. Продори хладних и влажних ваздушних маса са Арктика су редовна појава током зиме и пролећних месеци.
Због свега тога Естонија има нешто више температуре у поређењу са континенталнијим подручјима на истој географској ширини. Због велике географске ширине велике су разлике у дужини дана у зимском и летњем периоду. Најдужи дан је за време летњег солстиција и тада је дужина обданице 18 сати и 40 минута, док је најкраћа обданица за време зимског солстиција и траје свега 6 сати и 2 минута. Просечан број сунчаних сати на годишњем нивоу варира од 1.600 до 1.900, а инсолација је нешто виша у приобалном делу и на острвима.
Захваљујући утицајима са Балтика подручја уз обалу и острва у току зиме имају знатно блажу климу, а идући ка унутрашњости клима постаје све оштрија. Тако су просечне јануарске температуре ваздуха у западном делу земље од –2º до –4 °C, док су у истом периоду у унутрашњости температуре крећу од –6º до –7 °C. Најхладнији месец је фебруар. У пролеће копно се пак много брже загрејава, те је ситуација обрнута и приобална подручја су знатно свежија, те је копно за око 3,5 °C топлије. Температуре током лета су приближне у целој земљи и крећу се у просеку између 16,0 °C и 17,4 °C. Просечне температуре ваздуха на годишњем нивоу крећу се од 4,3 °C до 6,5 °C. Апсолутна максимална температура ваздуха измерена је 11. августа 1992. у Вируу и износила је 35,6 °C, док је апсолутно најнижа температура од –43,5 °C измерена 17. јануара 1940. у Јигеви.
Просечна брзина ветрова у унутрашњим деловима земље је око 4 м/с, а на отвореном мору и у приобалном делу око 6 м/с. Олујни ветрови јачина изнад 15 м/с су ретки у унутрашњости, док у приобалним деловима земље овакви ветрови дувају од 30 до 15 дана годишње. Доминирају западни ветрови. Естонија се налази у зони доста влажне климе, те је влажност ваздуха доста висока током целе године и креће се у вредностима од 80 до 83%. Влажност ваздуха је највиша током зимских месеци, а најнижа у мају када износи око 70%. Просечна годишња сума падавина варира од 550 до 800 милиметара, а највише падавина се излучи у унутрашњим деловима земље, посебно на побрђима. Апсолутни максимум количине падавина на годишњем нивоу је 1.157 mm, на месечном нивоу 351 mm, а на дневном 148 милиметара. Снежни покривач је редовна појава током зимских месеци, и задржава се од 75 до 135 дана.
Током зимских месеци ледени покривач се формира дуж обала, обично крајем октобра и почетком новембра, а отопи се до краја априла. Максималне температуре морске воде у летњим месецима крећу се од 16° до 17 °C на улазу у Фински залив, па до 18° и 19 °C у ивичним деловима мора.
Вегетациони период траје од 180 до 195 дана, док је период без мраза између 110 и 190 дана.
- Тарту
- Талин
- Нарва
- Вилсанди

### Живи свет и екологија
Територија Естоније налази се на самој граници између источноевропске и средњоевропске фитогеографске области, што за последицу има доста велико флористичко богатство. На овом подручју егзистира 538 врста и подврста васкуларних биљака (или око 35% од укупног броја европских таксона). Од тог броја у земљи су регистрована 83 ендемска таксона. Аутохтона флора је знатно обогаћена вештачким путем, превасходно захваљујући људској активности. На тлу Естоније је такође регистровано постојање око 2.500 врста алги и око 680 врста лишајева и маховина.
Естонија се налази у северном делу зоне мешовитих шума умерених подручја, а под шумама је готово половина укупне државне територије. Најдоминантније врсте дрвећа су храст лужњак, смрча, јасен, брест, бреза, јасика, бор, а у мочварним подручјима црна јова. Бројне ливаде које се простиру широм земље углавном су последица људске активности и развиле су се на крчевинама где су некада расле густе шуме.
Тресаве заузимају скоро четвртину државне територије и углавном су раширене у западном и северозападном делу, те на острвима. Најраширеније су високе тресаве у којима се током хиљада година наталожио доста дебео слој тресета. У овим мочварама доминантне су маховине из рода Sphagnales које захваљујући својим апсорпционим способностима одржавају стабилан ниво воде у мочварним пределима. Поред маховина у овим мочварама расту и јестиве морошке, те Rhododendron tomentosum и друге патуљасте врсте. У нижим врстама доминантније су траве и шаш. Мочварна подручја постепено прелазе у борове шуме.
Најбројнија биљна заједница на тлу Естоније су гљиве којих укупно има регистровано око 4.500 различитих врста, од чега се око 60 врста сматра јестивим.
Животињско царство чине 64 врсте сисара, 329 врста птица, 65 врста риба, 11 врста водоземаца, 5 врста гмизаваца и око 15.000 врста инсеката. Међу копненим сисарима својом бројношћу се издвајају мрки медведи, вукови и рисови, а некада јако раширена и бројна европска видра вероватно је изумрла на овом простору. Ондатра, ракун, америчка видрица су вештачким путем насељени на ово подручје.
Од укупно 329 врста птица њих 206 је стално настањено на том подручју, док 38 врста чине арктичке птице селице. У последње време приметан је велики раст популације галебова и корморана, док се популација дивљих патака и других птица мочварица значајно смањује. У шумама највише има зеба и царића.
Ихтиофауну чини 65 врста, а због доста ниске стопе салинитета приобалних подручја Балтичког мора, не постоји нека драстична разлика између морских и слатководних врста. Најтипичнији представници маринске ихтиофауне су балтичке харинге. Постоје две под врсте риба у језеру Пејпси које се сматрају ендемским врстама, а реч је о зракоперкама врсте Coregonus lavaretus и Osmerus eperlanus. Од слатководних риба, некада најраширеније врсте попут сомова и буцова данас су на рубу изумирања, а такође је и популација лососа достигла критични ниво. На тлу Естоније обитавају и две врсте змија, и то поскоци и водене змије.
Као највећи загађивачи ваздуха у Естонији сматрају се две термоелектране у Нарви које као погонско гориво користе нафту из уљних шкриљаца чијим сагоревањем се ствара и до 4,5 милиона тона јако алкалног пепела (на годишњем нивоу). Ове електране учествују у укупном загађењу ваздуха у земљи са чак 75%. Експлоатација и прерада уљних шкриљаца има веома негативан утицај на животну средину, посебно у подручјима на североистоку земље. Досадашња експлоатација довела је до стварања око 370 милиона тона чврстог рударског отпада, од чега око 200 милиона тона чини пепео, док остатак чине нуспродукти рударства. Европска унија класикује отпад настао прерадом уљних шкриљаца као високо токсичан и опасан. Велику еколошку опасност представља и око 1.200 тона осиромашеног уранијума и око 750 тона торијума нагомиланог у резервоару на месту некадашњег комбината за обогаћивање уранијума, недалеко од града Силамае. Велики проблем је и истрошено нуклеарно гориво из некадашњих совјетских нуклеарних реактора код варошице Палдиски.

#### Заштићена природна подручја
Статус заштићених природних подручја у Естонији правно је регулисан „Законом о заштити природе” (ест. Looduskaitseseadus) који је званично усвојен у националном парламенту 21. априла 2004, а ступио на снагу 10. маја исте године. У зависности од значаја одређеног подручја, заштићене територије се деле у три категорије:
- национални паркови (ест. rahvuspark; има их укупно 5);
- резервати природе (ест. looduskaitseala; има их укупно 144) и
- паркови природе (ест. maastikukaitseala; укупно 151 локалитет).

Укупно је под заштитом државе чак 18,1% од укупне државне територије.
Национални паркови Естоније се налазе под строгом заштитом државе и у њима је забрањена свака активност која може довести до промене природне равнотеже. Списак националних паркова налази се у табели испод.
| Парк                     | Основан | Површина km² | Слика |
| ------------------------ | ------- | ------------ | ----- |
| Национални парк Карула   | 1993.   | 123          |       |
| Национални парк Лахема   | 1971.   | 720          |       |
| Национални парк Сома     | 1993.   | 359          |       |
| Национални парк Вилсанди | 1993.   | 238          |       |
| Национални парк Матсалу  | 2004.   | 486,1        |       |

## Историја

### Праисторија и стари век
Прве људске насеобине на тлу савремене Естоније појавиле су се у периоду од пре 13.000 до 11.000 година, одмах након повлачења леда који је током последњег леденог доба прекрио цело то подручје. Као најстарије познато насеље на тлу Естоније сматра се локалитет Пули смештен на обалама реке Парну, недалеко од данашњег града Синди на југозападу земље. Методом радиоактивног угљеника процењена је старост насеља на око 11.000 година. Занимљиво је да се у време свог настанка насеље Пули налазило на обали Ришког залива, а данас је од обале удаљено око 14 km. Археолози су на том локалитета пронашли остатке псећих зуба, што представља најстарији доказ о припитомљавању те животиње на том подручју.
Најстарија насеља из периода мезолита везана су за Кундску културу са севера земље (код савременог града Кунде). У том периоду земља је била готово у целости прекривена шумама, а људи су обитавали у полуномадским заједницама у близинама водених површина. Основне активности становништва су били лов, риболов и скупљање шумских плодова. Око 4900. п. н. е. појавила се неолитска култура керамике позната као Нарвска култура. Око 3200. п. н. е. почиње да се шири Култура линеарне керамике и по први пут почиње да се развија примитивна обрада земље и сточарство.
Током бронзаног доба, које је почело око 1800. п. н. е., почињу да се подижу прве утврђене грађевине у виду градина. Постепен прелазак из полуномадског у седећи начин живота на овом подручју започиње око 1000. п. н. е. и траје наредних 500 година, до почетка гвозденог доба. На археолошким локалитетима из тог периода пронађени су многобројни бронзани артефакти што упућује на веома живу трговачку активност са околним скандинавским и германским племенима.
Гвоздено доба обележили су бројни и учестали сукоби са околним племенима, а сукоби са скандинавским племенима помињу се у древним скандинавским сагама. Једна од сага помиње погибију шведског краља Ингвара који је страдао у сукобу са становницима Естланда.</ref> Са истока на тло Естоније продирала су руски владари. Тако је новгородски књаз Јарослав Мудри након победе над Естонцима 1030. године основао утврђење на месту данашњег града Тартуа. Тврђава није била дугог века пошто је већ 1061. спаљена од стране естонског племена Сосоли током њиховог похода на град Псков. Поморску превласт скандинавских Викинга у источном делу Балтичког мора током 11. века преузели су Балтички Викинзи које су чинили балтички Курши и естонски Осилијанци са острва Сареме (познати и као Сарласеди и Ести). Године 1187, Балтички Викинзи које су чинили Осилијанци, Курши и Карели опустошили су град Сигтуну који је у то време био главни град Шведске.
Током старог века појављују се и прве политички организоване јединице на тлу савремене Естоније, а најстарије су биле парохије (или жупе, ест. kihelkond) и окрузи (ест. maakond). Сваком жупом управљао је старешина, а чинила ју је ужа територија непосредно око централног утврђења (у ређим случајевима појединачна жупа је имала више утврђења). Маконде су били територијално крупније јединице и чинило их је по неколико жупа. До 13. века на тлу Естоније постојало је 8 крупних маконди (Харјума, Јарвама, Ланема, Ревала, Сарема, Сакала, Уганди и Вирума) и 6 мањих засебних жупа (Алемпоис, Јогентагана, Миху, Нурмекунд, Сополитсе и Вајга). Маконде су егзистирале као засебне државице, а међусобно су се уједињавале само у борбама против заједничких непријатеља.

### Средњи век
Године 1199, папа Иноћентије III покреће Ливонски крсташки рат чији циљ је била одбрана хришћанства и хришћанског становништва на подручју средњовековне Ливоније. До првих сукоба на естонској земљи долази 1206. након што је дански краљ Валдемар II безуспешно покушао да изврши инвазију на Сарему. Две године касније (1208. године), започињу интензивни напади витезова Ливонијског братства мача на естонске земље. У сукобима који су трајали наредних неколико година Естонце је заједнички предводио старешина Сакале Лембиту. Естонци су успешно одолевали нападима споља све до 1217. године када су претрпели тежак пораз у бици код Виљандија у којој је погинуо и сам Лембиту. Већ 1219. данске трупе предвођене Валдемаром II искрцале су се код данашњег Талина наневши нови тежак пораз Естонцима (Битка код Линданиса). За кратко време је цела северна Естонија дошла под данску власт. Наредне године Швеђани су без успеха покушали да заузму западну Естонију. Године 1223, долази до масовног устанка Естонаца који је довео до привременог протеривања немачких и данских освајача са подручја целе земље (изузев из Ревела). Међутим крсташки напади су се наставили и до 1227. покорена је и Сарема, последња слободна естонска држава.
Након што су крсташи заузели цело подручје некадашње Ливоније, цела област је добила ново име − Тера Маријана (лат. Terra Mariana). Северна Естонија која је била под управом Данске претворена је у Естонско војводство (дан. Hertugdømmet Estland, лат. Ducatus Estoniae), док је остатак земље подељен између Ливонског братства и књажева-бискупа Дорпата и Есел Вика. Године 1236, Ливонско братство мача и Тевтонски ред ујединили су се у Ливонски ред. Током наредних деценија долазило је до учесталих побуна против освајача, посебно на Сареми, а највећа побуна која је захватила целу земљу десила се 1343. године и позната је као Ђурђевдански ноћни устанак (ест. Jüriöö ülestõus). Мета устаника били су углавном хришћани и германски господари, а само у првој ноћи устанка на у Харјуу устаници су побили око 1.800 људи који су говорили немачки језик. Тевтонски витезови су две године касније устанак угушили у крви, а 1346. Данска је своје поседе на северу земље продала Тевтонском реду. Неуспех устаника довео је до јачања политичке моћи мањинскин Балтичких Немаца који су током наредних векова чинили владајућу елиту на подручју целе земље.
Данци су током владавине северном Естонијом основали град Ревал (данашњи Талин), на месту некадашњег Линданиса. Године 1248, Ревал је добио статус града у складу са Либечким правом. Ханзеатска лига која је у то време контролисала трговачке путеве на Балтику у свом чланству држала је и 4 највећа естонска града: Ревал, Дорпат (данас Тарту), Пернау и Фелин. Ревал је служио као важна трговачка станица према Новгороду, док је исту функцију на југу имао Дорпат, али у трговини са Псковом. У то време основани су и бројни еснафи, међутим у њима је приступ аутохтоном естонском становништву био доста ограничен. Ревал и Дорпат су захваљујући трговини знатно ојачали, били су опасаним моћним каменим зидинама и уживали су велику заштиту Ханзе. Оба града су, како им је расла економска моћ, све више и више излазили из правних оквира Ливоније и деловала независно од њих. Након што је Тевтонски ред доживео тежак пораз у Бици код Гринвалда 1410, односно након пораза Ливонског реда 1435. у бици код Вилкомијержа, дошло је до реорганизовања државе и некадашња Тера Маријана званично је 4. децембра 1435. постала Ливонска конфедерација.
Протестантска реформација која је у Европи започела 1517. убрзо је захватила и Ливонију, а главни противник реформације на том подручју био је Ливонски ред. Протестантизам се већ током 1520-их учврстио по градовима, а током наредне две деценије већина племства је и званично прешла на лутеранство. Литургије у црквама су почеле да се одржавају на немачком језику који је био званичан језик племства, а по први пут су почеле да се одржавају и црквене службе на естонском језику (углавном у сеоским црквама).
Ливонска конфедерација је била јако децентрализована и политички слаба држава чије јачање су спречавали бројни унутардржавни сукоби између владајућих локалних елита, градова и црквених власти, и као таква је представљала лак плен за суседне државе које су током 16. века знатно ојачале (Московска кнежевина, Шведска и Пољско-литванска унија).

### Шведска Естонија
Са циљем да Руско царство избије на обале Балтичког мора на западу, руски цар Иван Грозни године 1558. напада Ливонију и започиње Ливонски рат. Већ 1560. ливонска војска је претрпела одлучујући пораз у сукобу са далеко моћнијим и бројнијим непријатељем, због чега је ливонско племство затражило званичну помоћ споља у сукобу са Русијом. Највећи део Ливоније добровољно је прихватио власт Пољско-литванске уније, племство са севера земље заклело се на верност шведској круни, док је Езелвички бискуп своју земљу продао Данцима. Руска војска је током првих десет година рата постепено заузела готово целу територију Ливоније, али је након заједничке контраофанзиве коју су крајем 1570-их започели Пољско-литванска унија и Шведска била приморана да одступи са освојених територија. Ливонски рат је званично завршен 1583. године поразом и повлачењем руске војске. По окончању рата цела северна Естонија остаје под управом Шведске и политички је организована као Шведска Естонија, јужни делови су ушли у састав Пољско-литванске државе (Ливонско војводство), док је острво Сарема остало под управом Данске.
Период мира није дуго трајао и већ 1600. долази до рата између Шведске и Пољске који је за циљ имао остваривање превласти на источном Балтику. Сукоб који је трајао пуних 29 година потпуно је уништио и онако девастирано подручје Ливоније, а током ратних дејстава број становника Естоније драстично је опао, са неких 250.000−270.000 колико их је било средином 16. века, на свега 115.000–120.000 људи на крају рата.
Иако је новоуспостављена шведска власт задржала дотадашњи феудални систем кметства, извршене су и значајне реформе које су сељацима омогућавале наследна права на земљиште које су обрађивали. Био је то први пут у историји да је естонским сељацима правно омогућено наслеђивање земље. Због свега тога у естонском предању период шведске владавине се назива Старим добрим шведским добом (ест. vana hea Rootsi aeg). По налогу шведског краља Густафа II Адолфа у Ревалу и Дорпату су отворене прве гимназије, а 1632. основан је и Универзитет у Тартуу. У оба града истовремено су почеле са радом и штампарије. Током 1680-их отварају се и бројне основне школе широм земље, понајвише захваљујући залагању Бенгта Форселијуса који је извршио и ортографску реформу естонског језика. У периоду од 60 до 70 година од успостављања шведске власти број становника Естоније је нагло растао, а популациони бум нагло је зауставила Велика глад која је за свега две године (1695–1697) однела око 70.000–75.000 живота (или око 20% од укупне тадашње популације).

### Естонија под руском влашћу и период „националног буђења”
Године 1700, започиње Велики северни рат између Шведске и Русије, а већ 1710. Русија је заузела цело подручје Ливоније и Естоније. Превласт Русије на овом подручју извојевана на бојном пољу и званично је призната Ништадским миром из 1721. године. Током трајања рата естонско становништво је поново претрпело велике губитке, а према подацима из 1712. на том подручју је живело између 150.000 и 170.000 људи. Новоуспостављена руска власт повратила је сва политичка и економска права мањинским Балтичким Немцима, а кметство је поново постало доминантно међу сеоском популацијом током целог 18. века. Естонски сељаци у том периоду готово да нису имали никаква права, а сва политичка, економска и црквена власт била је у рукама немачке племићке елите. Иако је кметство званично укинуто у периоду 1816−1819, у стварности се феудални политички систем задржао знатно дуже, све до реформи спроведених средином 19. века које су сељацима дале знатно већа права.
Укидањем кметства естонским сељацима је поново омогућено да управљају својим имањима, дозвољено им је и неограничено насељавање по градовима и приступ образовним установама. Све то је за последицу имало јачање естонског националног идентитета. Тај период у коме је врло жива литерарна, позоришна и музичка делатност назива се периодом „Естонског националног буђења” (ест. Ärkamisaeg). Иако је естонски културни препород доживео свој врхунац у другој половини 19. века, естонска национална свест постепено је почела да се развија цео век раније када се све већи број припадника различитих естонских племена почиње називати заједничким именом естлани и марахваси. Библија је преведена на естонски језик 1739, а број штампаних књига на естонском језику порастао је са свега 18, колико их је било током 1750-их, на 54 до краја 1790-их. До краја века више од половине одрасле сеоске популације било је способно да чита и пише. Први универзитетски образовани интелектуалци који су се званично декларисали као Естонци јављају се током 1820-их година, а најистакнутији међу њима били су Фридрих Роберт Фехлман (1798–1850), Кристјан Јак Петерсон (1801–1822) и Фридрих Рејнхолд Кројцвалд (1803–1882). Ипак владајућу елиту у културном и привредном погледу и даље су чинили Немци. Први који је Естонце сматрао јединственим народом, једнаким свим осталим народима у земљи, био је балтичконемачки естофил Гарлиб Меркел (1769–1850) који је тако постао симболом естонског националног културног покрета. Естонски културни покрет постепено се ширио и постајао све амбициознији, а естонски културно-политички лидери средине 19. века Карл Роберт Јакобсон (1841–1882), Јакоб Хурт (1839–1907) и Јохан Волдемар Јансен (1819–1890)) све отвореније су заступали и тезе о политичкој аутономији по угледу на Финску. Године 1862, на естонском и немачком језику штампан је национални еп Kalevipoeg (Калевов син).
Руске власти су крајем 1890-их, са циљем да сузбију јачање естонског национализма, спровеле интензиван процес русификације на тлу Естоније. У том периоду многе немачкојезичке установе су затворене, или су своју делатност почеле да обављају на руском језику (попут Универзитета у Тартуу). Процес русификације наишао је на знатан отпор међу естонском популацијом, а све чешће су се почели појављивати захтеви за већом политичком аутономијом, па и потпуном независношћу од Руске Империје. Велика револуција која је избила широм Империје током 1905. године захватила је и Естонију чије становништво је захтевало веће националне и политичке слободе.

### Први светски рат и независност Естоније
Након Фебруарске револуције у Русији 1917. Естонија је по први пут политички уједињена као засебна политичка јединица Естонска аутономна губернија, чије границе су се готово поклапале са модерним границама. Аутономни статус гарантовала јој је новоизабрана руска Привремена влада одлуком од 12. априла 1917. године. Избори за привремени естонски парламент (ест. Maapäev) одржани су уз учешће мењшевичких и бољшевичких фракција Руске социјал-демократске радничке партије, а све са циљем да поменутој партији обезбеде што је могуће више места у новом националном парламенту. Бољшевици који су изгубили те изборе никада званично нису признали резултате истих, те је два дана пре почетка Октобарске револуције у Санкт Петербургу (5. новембра) лидер естонских бољшевика Јан Анвелт са својим Војним револуционарним комитетом извршио пуч и преузео власт над земљом. Како легално изабрани парламент никада није признао бољшевичку власт, бољшевици су покушали да га распусте. Иако се на својој последњој седници одржаној 15. новембра Парламент прогласио за врховни и једини легални орган власти у земљи, парламент је званично распуштен од стране бољшевика 26. новембра. На новим изборима који су одржани почетком 1918. већину гласова добиле су партије које су се залагале за независност, а национално веће прогласило је независност Естоније 19. фебруара. Декларација о независности Естоније званично је донесена 24. фебруара 1918, одмах након што су бољшевички револуционари напустили Талин. Већ наредног дана немачке трупе умарширале су у Талин, а након окупације целокупне територије Естоније и Летоније основана је сателитска држава Уједињено Балтичко Војводство. Сходно одредбама Брестлитовског мировног споразума између Русије и Централних сила потписаног 3. марта 1918. године, Русија је званично окончала своје учешће у Првом светском рату, а одрекла се и свих територијалних претензија на Естонију (између осталих). Немачка окупација Естоније трајала је до новембра 1918. године, када је власт у земљи званично поново преузела Привремена естонска влада.
Неколико дана након повлачења немачких трупа совјетска Црвена армија поново је извршила инвазију на Естонију, што је довело до новог рата. Естонска војска успела је да протера све совјетске трупе са своје територије до краја фебруара 1919, а од 5−7. априла исте године одржани су и избори за Естонску уставотворну скупштину. Естонски рат за независност трајао је пуних 14 месеци, од 28. новембра 1918. до 2. фебруара 1920. када је потписивањем мировног уговора у Тартуу Русија и званично признала Естонију као независну земљу. Републику Естонију су међу првима званично признали Финска (7. јул 1920), Пољска (31. децембар 1920), Аргентина (12. јануар 1921) и „Западни савезници” (26. јануара 1921. године). 
Први Устав Естоније званично је усвојен 15. јуна 1920, (на снагу је ступио 21. децембра исте године), а по Уставу Естонија је уређена као парламентарна република. Национални парламент (-Riigikogu}-) састојао се од 100 посланика који су бирани на трогодишњи мандат. Устав је гарантовао и културну аутономију свим мањинским заједницама у земљи.
Велика економска криза која је захватила земљу током 1930-их година довела је до јачања националистичких покрета у земљи, а један од најутицајнијих је био покрет „Вапси”, савез ратних војних ветерана рата за независност који се залагао за уставне реформе и прелазак са парламентарног на председнички систем. Референдум о уставним променама одржан је у октобру 1933, а већина грађана (72,7%) се изјаснила за уставне реформе. Кандидат покрета Вапс Артур Сирк био је главни фаворит на председничким изборима који је требало да се одрже у априлу 1934. године. Међутим актуелни премијер Константин Патс распустио је скупштину 12. марта, успоставио ауторитарну власт и владао земљом на основу декрета све до 1938. године. У том периоду који се у естонској историографији означава као „Време шутње” (ест. vaikiv ajastu) Патс је владао диктаторски, забранио је деловање Покрета Вапс и многе његове утицајне присталице осудио на затворске казне.
Република Естонија је у домену спољне политике заступала политику неутралности, а њена неутралност поштована је све до 23. августа 1939. године када је потписан Споразум Рибентроп—Молотов о подели подручја на истоку Европе између Совјетског Савеза и нацистичке Немачке. Сходно том споразуму Естонија је потпала под совјетску сферу утицаја.

### Други светски рат у Естонији
Совјетски Савез напао је Пољску 17. септембра 1939. године. Пољска подморница класе ORP Orzeł која је била усидрена у луци у Талину несметано је напустила луку и отпловила у Уједињено Краљевство упркос захтевима совјетских власти да буде разоружана, а њена посада интернирана на тло Совјетског Савеза. Совјетске власти су касније искористиле тај случај (познат и као Орзељски инцидент) и већ 24. септембра 1939. уз претње ратом захтевале од естонских власти дозволе за постављање војних база на њиховој територији (са до максимално 25.000 војника у њима). Власти Естоније су четири дана касније, 28. септембра, пристале на ултиматум и допустиле совјетским трупама приступ естонској територији.
Совјетска балтичка флота је 12. јуна 1940. извршила потпуну поморску блокаду Естоније, а свега четири дана касније Совјетски Савез је извршио и званичну инвазију на Естонију. У земљи је убрзо успостављена комунистичка власт под диктатом Москве и Естонија је 21. јула 1940. и званично проглашена „социјалистичком републиком”. Естонија је и формално постала чланица Совјетског Савеза 6. августа када је и преименована у Естонску Совјетску Социјалистичку Републику. Већ у првој години совјетске управе похапшено је више од 8.000 истакнутих естонских политичких и војних лидера, око 2.200 ухапшених је стрељано, док је остатак протеран у гулаге широм Сибира. Масовне депортације естонског становништва наставиле су се и у наредним годинама, а закључно са 14. јуном 1941. депортовано је око 10.000 естонских цивила које су совјетске власти сматрале противницима режима.
Нацистичка Немачка је напала Совјетски Савез 22. јуна 1941. године, а трупе Вермахта су већ у јулу исте године, уз свесрдну помоћ герилских антисовјетских група Шумска браћа, продрле на тло Естоније. Иако је локално становништво дочекало немачке војнике као ослободиоце, убрзо је постало јасно да не постоје никакве назнаке о евентуалној обнови естонске државности. Територија Естоније укључена је у провинцију Рајхскомесаријат Остланд и основане су посебне безбедносне снаге (Зихерхајтсполицај) на чијем челу је био Аин Ервин Мере. Немачке окупационе власти спроводиле су и масовне регрутације, а занимљиво је да се знатан број естонских младића добровољно прикључивао Финској војсци у борбама против Совјета. У финској војсци је тако постојао посебан пук који су чинили искључиво естонски добровољци (Фински пешадијски пук 200; ест. soomepoisid). У Естонији је деловала засебна Вафен-СС дивизија (20. дивизија) коју је чинило око 20.000 естонских војника.
Немачке власти су и на подручју Естоније, баш као и на свим окупираним подручјима, вршиле масовне егзекуције Јевреја, Рома и других антифашиста. Од око 4.500 Јевреја колико је живело у Естонији пре почетка рата, њих око 75% избегло је смрт побегавши на слободну територију Совјетског Савеза, док је преосталих око 1.000 Јевреја углавном побијено у концентрационим логорима већ у првој години нацистичке окупације. У естонске концентрационе логорима допремани су јеврејски затвореници из других окупираних делова источне Европе, а према проценама у логорима је страдало око 10.000 Јевреја, 6.000 етничких Естонаца, око 1.000 етничких Руса, те преко 20.000 совјетских ратних војних заробљеника (укупан број жртава је око 35.000−40.000 особа).
Совјетске трупе су у јануару 1944. кренуле у контраофанзиву потиснувши нацистичке јединице на запад све до естонских граница. Када је постало јасно да се трупе Црвене армије неће зауставити на естонским границама почеле су да се организују масовне мобилизације за одбрану од совјетске војске. Последњи легално изабрани премијер Естоније Јири Улуотс путем радија позвао је све војно способне мушкарце да се добровољно пријаве у војску за одбрану земље од нове „совјетске агресије”. Већ наредног дана у војску се добровољно пријавило преко 38.000 естонских младића, а убрзо се у земљу вратио и велики број добровољаца из Финске који су се прикључили новооснованој Територијалној одбрани. Естонске власти у егзилу рачунале су и на помоћ западних земаља у очувању властите независности.
Повлачење немачких трупа из Естоније започело је 18. септембра 1944, а последњи немачки војници напустили су земљу пред налетом совјетске армије 22. септембра исте године. Заједно са немачким окупаторима земљу је напустила и естонска влада која је све до 1992. и обнове државности земље, деловала као Влада у егзилу из Стокхолма.
Током Другог светског рата погинуло је око 80.000 Естонаца, док је њих око 70.000 из разних разлога емигрирало из земље.

### Совјетска Естонија
Иако је Црвена армија крајем 1944. протерала јединице Вермахта са естонске територије и поново успоставила своју власт на целом подручју, сукоби са преосталим герилским групама које су се противиле совјетској власти наставили су се све до 1953. године. Естонски огранак герилске организације Шумска браћа чинило је између 14.000 и 15.000 људи. Од новембра 1944. до новембра 1947. припадници ове групе извршили су 773 оружана напада у којима је убијено око 1.000 совјетских војника и присталица совјетске власти, а контролисали су и значајан број села широм земље.
У репресијама које су уследиле у првим послератним годинама велики број особа је процесуиран због оптужби за колаборационизам, а у друге делове земље пресељаване су присилно целе породице. Тако је само током мартовских депортација из Естоније у Сибир депортовано 20.713 особа (од чега су 15.916 били жене и деца). Према савременим проценама Естонија је током рата и у постратним репресијама изгубила између 180 и 200.000 људи, или око 20% од укупне прератне популације. Депортовано становништво „заменили” су досељеници из других делова Совјетског Савеза, што је за кратко време довело до потпуне промене демографске слике Естоније.
Естонија је током рата доживела велика разарања, изгубила је значајан део популације (што у борбеним дејствима, што услед каснијих емиграција), а уништено је и више од половине укупне инфраструктуре у земљи. Одмах по окончању рата совјетске власти су у земљи успоставиле совјетски самоуправни модел и већ 1945. онемогућено је приватно власништво у индустријском сектору (а две године касније и у трговачкој делатности). Извршена је колективизација пољопривредног земљишта, а у првих неколико послератних година одузето је преко 900.000 хектара земљишта и шума који су претворени у државна добра (до краја 1950. било је 2.213 колхоза) или су додељени бројним досељеницима из осталих делова Совјетског Савеза. Одмах након рата совјетске власти одузеле су Естонској ССР око 2.230 km² територије на истоку са већинским руским становништвом, прикључивши ту територију Руској СФСР (територија источно од Нарве и Печорски рејон).
На челу совјетске Естоније (ест. Eesti Nõukogude Sotsialistlik Vabariik ENSV) налазили су се етнички Естонци рођени на територији Русије и школовани у совјетским-руским школама, а за већину њих естонски је био тек други језик због чега су их у Естонији подругљиво називали Јестонцима (ест. jeestlased, jeestlane). Сву власт у земљи држала је Комунистичка партија Естоније (ест. Eestimaa Kommunistlik Partei) која је представљала територијални огранак Комунистичке партије Совјетског Савеза (КПСС), односно Савет министара. Већина западних земаља никада није de iure признала совјетску власт у Естонији, иако су Сједињене Државе и Уједињено Краљевство као учеснице Јалтске декларације de facto признали совјетску државу и њене границе. Многе земље за званичну естонску власт признавале су владу која је деловала у егзилу (и такво стање је остало на снази све до обнове државности 1991. године).
Након доласка на чело КПСС-а Никите Хрушчова дошло је до политичког отопљавања односа између званичне Москве и осталих совјетских држава, па су тако већ 1956. били омогућени и први повраци депортованих особа из изгнанства. Естонска комунистичка партија добила је одређен степен аутономије у свом деловању у односу на КПСС. Интензивна индустријализација коју су спроводиле совјетске власти преобразила је Естонију у једну од индустријски најразвијенијих и најурбанијих совјетских република са уделом градске популације од 65% у 1970. години. Животни стандард естонског становништва био је знатно виши од просечног на нивоу Совјетског Савеза.
У другој половини 1970-их долази до јачања дисидентских покрета широм земље, а посебно у прибалтичким совјетским чланицама. Од краја септембра па до почетка октобра 1980. широм Естоније одржани су бројни антисовјетски студентски процеси који су насилно угушени. Нешто касније, 28. октобра јавно је објављено Писмо четрдесеторице као својеврстан манифест против даље совјетизације који је потписало 40 најпознатијих естонских интелектуалаца тог времена. Европски парламент је 13. јануара 1983. донео резолуцију којом је осудио чин анексије прибалтичких земаља од стране СССР, означивши сам чин као кршење међународних споразума које је СССР имао са поменутим републикама, уједно позвавши на непризнавање анексије.

### Обнова независности и савремена Република
У другој половини 1980-их година широм Совјетског Савеза долази до јачања националних покрета, економија је доживела велики пад, незадовољства грађана социјалним и политичким статусом бивала су све већа, а тадашњи совјетски лидер Михаил Горбачов покушао је спроведе читав низ економских и политичких реформи (перестројка). Протести против власти постајали су све учесталији и све жешћи. Покушаји власти да на северу Естоније отворе нова постројења за експлоатацију фосфорита довели су до масовних протеста естонског становништва. Протести који су избили 3. априла 1987. означени су као Фосфоритни рат (ест. Fosforiidisõda), а иако су у основи имали еколошки карактер због претњи загађењем животне средине, имали су и снажан политички предзнак пошто су естонски лидери сматрали да би отварање нових индустријских погона довело до нових масовних миграција радне снаге из Русије. У званичном гласнику Тартуског градског комитета 26. септембра 1987. објављен је предлог будуће Естонске економске независности (ест. Isemajandav Eesti) унутар граница заједничке државе. Државне власти су овај предлог означиле актом сепаратизма.
Током 1988. интензивира се развој националних политичких партија, те је у априлу основан Естонски народни фронт (ест. Rahvarinne) под водством Едгара Сависара који се залагао за перестројку и политичке и економске реформе. За кратко време народни фронт је постао најмасовнијим покретом на тлу совјетске Естоније. Као одговор на совјетске репресије на десетине хиљада људи је на фестивалу фолклора у Талину (одржан 10−14. јуна 1988) певало патриотске песме и носило традиционална државна обележја из предсовјетског периода. Мирни протести наставили су се и у наредном периоду, а цео догаћај остао је упамћен као Распевана револуција. Убрзо су се формирали и радикалнији национални покрети који су захтевали обнову независности земље. Врховни совјет Естонске ССР на седници одржаној 16. новембра 1988. донео је одлуку о проглашењу суверенитета Естонске ССР. Истовремено на другој страни су почеле да се окупљају и руске политичке и грађанске елите које су инсистирале на опстанку заједничке државе.
Дана 23. августа 1989. организована је акција позната као Балтички пут (ест. Balti kett) где је око 2 милиона људи формирало континуиран људски ланац дужине преко 600 km који је повезао Талин, Ригу и Вилњус. Естонски врховни совјет је 12. новембра 1989. године ставио ван снаге декларацију о приступању Естоније Совјетском Савезу од 22. јула 1940. године, а убрзо потом већином гласова усвојио декларацију о националном суверенитету. Крајем фебруара 1990. формиран је Естонски национални конгрес од 464 члана који је деловао као прелазни национални парламент. Комунистичка партија Естоније званично је иступила из чланства у КПСС 25. марта 1990. године.
Естонски врховни совјет је 8. маја 1990. прогласио Устав из 1938. као важећи правни акт Естоније. Председавајући Врховног Совјета Руске СФСР Борис Јељцин посетио је Талин 12. јануара 1991. године и са председником Естонског врховног Совјета Арнолдом Рителом потписао документ о обнови међудржавних односа између Русије и Естоније и међусобном признању две земље.
Референдум о независности Естоније одржан је 3. марта 1991. године и на њему се 77,8% гласача изјаснило за независност од Совјетског Савеза. Неколико дана касније одржан је свесовјетски референдум о опстанку заједничке совјетске државе који су естонске власти бојкотовале, а гласање је одржано једино на североистоку у већински руским подручјима. Дан после неуспешног државног удара у Москви, 20. августа 1991. естонски парламент и званично је прогласио обнову независности Естоније. Већ 17. септембра исте године Република Естонија постала је пуноправном чланицом Организације уједињених нација. Прва земља која је признала обновљену естонску независност био је Исланд.
Нови, четврти по реду Устав земље званично је ступио на снагу након што је усвојен на референдуму одржаном 28. јуна 1992. године. Одмах након проглашења независности естонске власти водиле су преговоре са Русијом о повлачењу преосталих руских трупа стационираних у базама на естонској територији. Након трогодишњих преговора последње руске трупе напустиле су Естонију 31. августа 1994. године. Током 1996. Естонија је извршила демаркацију своје јужне границе са Летонијом, док је погранични уговор са Русијом потписан 18. маја 2005. године (чиме су две земље незнатно редефинисале границу коју су делиле од 1991. године).
Након стицања независности један од стратешких циљева земље била је интеграција у правно-политички и економски систем Европске уније. С тим у вези Естонија је званично отпочела преговоре о чланству у ЕУ током 1998. године. Након успешно окончаних преговора о чланству, становници Естоније су се на референдуму одржаном 14. септембра 2003. одлучили за пуноправно чланство у ЕУ (на референдуму је учествовало 64% уписаних бирача, а за чланство се изјаснило њих 66,83% док је против било њих 33,17%). Естонија је постала пуноправном чланицом ЕУ-а 1. маја 2004. године (заједно са још 9 држава из источне и централне Европе). Месец дана раније Естонија је постала и пуноправном чланицом НАТО пакта.
Естонија је 1. јануара 2011. постала и делом еврозоне и као званичну валуту уместо дотадашње естонске круне увела евро (старе новчанице су замењене новим по званичном курсу од 15,6466 круна за 1€).

## Становништво
На основу археолошких налаза извесно је да је подручје савремене Естоније стално насељено последњих 13.000 година, а прве људске заједнице појавиле су се одмах након повлачења моћних ледника који су се простирали на том подручју током последњег леденог доба. Током последњих 800 година естонска популација се кретала између 800.000 и 1,6 милиона људи. Почетком друге деценије 21. века у Естонији је живело око 1.340.000 људи.
Критични периоди у демографском смислу били су 13. и 14. век када су ратови са хришћанским освајачима, епидемије и глад потпуно десетковале популацију, а број становника се смањивао и до 50%. Следећи демографски негативан период трајао је од средине 16. па до почетка 18. века када је због ратова, глади и епидемија страдало више од половине популације, иако је у мирнијим декадама у истом периоду услед имиграција број становника растао и до два процента годишње. Најнижу популациону тачку естонско становништво је досегло 1712. године када је на том подручју живело свега око 200.000 људи. Према подацима са свесовјетског пописа из 1897. број становника на тлу Естоније достигао је 986.000, од чега су 89,2% били етнички Естонци (односно естонска племена). Природни раст естонске популације током 20. века био је доста низак и одржавао се превасходно захваљујући миграцијама. Током Другог светског рата Естонија је изгубила готово четвртину своје прератне популације. Интензивна индустријализација коју су проводиле совјетске власти у послератном периоду довела је до масовних имиграција из других делова Совјетског Савеза, те се тако у периоду 1956−1991. због посла у Естонију доселило укупно око 1,4 милиона људи из других делова земље. Њих око 200.000 трајно се настанило на том подручју.
Интензивније имиграције захватале су Естонију углавном након периода са високим морталитетом. Немачки и шведски насељеници, који су почели интензивније да долазе на ово подручје почев од 13. века, углавном су се задржавали у градовима. Иако су етнички Естонци чинили већину градске популације, естонски градови су током средњег века били потпуно германизовани. За разлику од градова, процес насељавања руралних подручја текао је знатно спорије, био је дуготрајнији и самим тим новопридошло сеоско становништво се много брже асимиловало. Од краја 19. века нагло је порастао број имиграната из Русије који су учествовали у индустријализацији тих подручја.
Пре Другог светског рата етнички Естонци чинили су 88,1% укупне популације, док су остатак чинили припадници 5 мањинских народа (традиционалне мањине Естоније). Естонски устав из 1925. године гарантовао је културну аутономију традиционалним мањинским народима (са бројношћу изнад 3.000 особа) и био је јединствен у том погледу у Европи тог времена. Културна аутономија тако је законом гарантована естонским Немцима и Јеврејима који су имали и своја властита културна већа. Према подацима из 1934. најбројнији мањински народи били су Руси (92.000 или 8,2%), Немци (16.300 или 1,5%) и Швеђани (7.600 или 0,7%), док су Летонци и Јевреји чинили мање од 0,5% од укупног становништва. Велике промене десиле су се током Другог светског рата, број становника се значајно смањио, а са естонске територије готово су у потпуности нестале 4 традиционалне мањинске заједнице (опстали су једино Руси). Закон о културној аутономију поново је ступио на снагу 1993. године.
Током периода совјетске власти драстично се променила демографска слика Естоније. Удео етничких Естонаца у популацији пао је на око 61%, док се број етничких Руса, Украјинаца и Белоруса у истом периоду готово упетостручио, а мањински народи чинили су више од трећине укупне популације.
Према подацима са пописа из 2010. основу естонске популације чинили су Естонци са 68% и Руси са 25%. Значајнију популацију имали су још и Украјинци (2%), Белоруси и Финци (са по 1%). Остале веће етничке групе чинили су још и Јевреји, Татари, Немци, Летонци, Пољаци и Литванци. Савремена Естонија је етнички хетерогена земља у којој мањински народи чине око трећину популације. Естонци чине више од 80% становништва у 13 од 15 округа, а најхомогенији округ је Хијума са 98,4% Естонаца. Руска мањина је најбројнија на североистоку и истоку земље, те у Талину, а у округу Ида Виру чини око 70% популације.
На основу пописа из 2021. Естонци су чинили 69,1% становништва, Руси су други по бројности са 23,7%, Украјинаца има 2,1%, Белоруса 0,9%, док осталих националних мањина има 4,2%.
| Национална припадност становништва Естоније (2016)‍ | Национална припадност становништва Естоније (2016)‍ | Национална припадност становништва Естоније (2016)‍ | Национална припадност становништва Естоније (2016)‍ | Национална припадност становништва Естоније (2016)‍ |
| -------------------------------------------------- | -------------------------------------------------- | -------------------------------------------------- | -------------------------------------------------- | -------------------------------------------------- |
|                                                    |                                                    |                                                    |                                                    |                                                    |
| Естонци                                            | Естонци                                            |                                                    | 905.805                                            | 68,8%                                              |
| Руси                                               | Руси                                               |                                                    | 330.263                                            | 25,1%                                              |
| Украјинци                                          | Украјинци                                          |                                                    | 23.256                                             | 1,8%                                               |
| Белоруси                                           | Белоруси                                           |                                                    | 12.171                                             | 0,9%                                               |
| Финци                                              | Финци                                              |                                                    | 7.659                                              | 0,6%                                               |
| Летонци                                            | Летонци                                            |                                                    | 2.198                                              | 0,2%                                               |
| Остали                                             | Остали                                             |                                                    | 34.592                                             | 2,7%                                               |

Од почетка 19. века па на даље стопа живорођене деце по жени је постепено опадала, али се и степен смртности смањивао, што је довело до незнатног раста популације. Тако је током педесетих година 20. века Естонија имала једну од најнижих стопа рађања у Европи и свету. да би природни прираштај поново постепено почео да расте почев од седамдесетих година 20. века. Током деведесетих година 20. века поново долази до пада у броју становника, усељавање је готово заустављено, а број исељеника се нагло повећао, док је број умрлих био већи од броја рођених. Демографска слика је почела да се стабилизује након 1997. године. Главни демографски проблем Естоније је старење становништва пошто број деце по породици константно опада, а број старих се повећава. Удео становника старијих од 64 године је око 18% (према подацима из 2008. године). Проценат запослених радно способних становника је нешто виши у поређењу са просеком Европске уније, а посебно је висок проценат запослености међу женама.
Према подацима из 2009. стопа фертилитета је 1,6 деце по жени, што одговара европском просеку. У Естонији значајан број деце рођен је у нерегистрованим брачним заједницама, а током 2009. чак 60% од укупног броја рођених рођено је у нерегистрованим брачним заједницама. Према подацима са пописа из 2000. око 21% живео је у нерегистрованим брачним заједницама. Број разведених бракова је међу највишим у Европи.
У поређењу са европским земљама естонско становништво живи најкраће, а посебно је велика разлика у животном веку између мушкараца и жена (жене живе у просеку 12 година дуже). Тако је 2008. просечан животни век код жена износио 79,2 године, док су мушкарци у просеку живели 68,6 година.
- Распрострањеност етничких Естонаца по окрузима (2011)
- Популациона пирамида према подацима из 2009. год.
- Раширеност русофоне популације

### Људска права у Естонији
Године 1997, Естонија је потписала Женевску конвенцију о избеглицама. У периоду 1997−2008. избеглички азил у Естонији тражило је укупно 148 особа, од чега је свега њих 10 добило званичан статус избеглица, а за 12 особа је одређена специјална заштита. Највише тражилаца азила било је из Русије (23), Ирака (22) и Турске (17 особа). Број тражилаца азила се знатно повећао након 2009. након што је Естонија постала делом Шенгенске зоне.
Према подацима од 2. јула 2010. о броју резидената, 84,1% резидената били су држављани Естоније, 8,6% су били страни држављани, док су 7,3% грађана чиниле особе са нејасним и неодређеним држављанством. Од 1992. године око 140.000 особа добило је естонско држављанство. Припадницима руске етничке мањине, који су се у Естонију доселили током совјетског периода, естонски закон о држављанству знатно отежава процес доделе статуса држављана, а Веће за људска права ОУН-а је 2008. године поменути закон означило као дискриминаторски.
Естонија је у октобру 2014. донела закон којим су легализоване цивилне кохабитације истополних парова, поставши тако прва земља на постсовјетском простору која је правно регулисала права истополних заједница. Закон о цивилном партнерству истополних заједница ступио је на снагу 1. јануара 2016. године.

### Језици у Естонији
Модерна Естонија је вишенационална држава у којој се према званичним подацима са пописа из 2000. говори чак 109 језика. Званичан језик земље је естонски који је матерњи језик за око 922.000 или 67,3% естонске популације. Као званични мањински језици признати су још руски, шведски и немачки језик.
Естонски језик (ест. eesti keel) припада групи балто-финских језика из породице уралских језика и један је од тек неколико европских језика који не припада породици индоевропских језика. Доста је сличан финском и карелском језику. По језичкој структури припада групи аглутинативних језика. Због вековног утицаја немачког језика и културе, око трећину речи у модерном естонском језику чине туђице управо из немачког језика. Стандардни естонски језик базиран је на северноестонском дијалекту. Јужноестонски језик (или дијалект) чине четири засебна дијалекта (тартски, мулги, виру и сето) који се понекад сматрају чак и засебним јужноестонским језицима. Дијалекат виру се највише разликује од стандардног естонског језика, и једини је који има засебан језички ISO 639-3 код „vro”. Иако су јужноестонски дијалекти генеолошки различити од северноестонских званично се сматрају регионалним формама савременог естонског језика. Ортографија естонског језика базира се на принципу „једно слово, један глас”.
Руски језик је и даље најраширенији мањински језик у земљи и њиме као матерњим језиком говори око трећина укупне популације (29,7%). У периоду совјетске власти руски језик је имао званичан статус службеног језика. Према подацима из 1998. велика већина русофоне досељеничке струје из прве и друге генерације није говорила естонски језик. Данас је ситуација знатно другачија, те према подацима са пописа из 2010. око 64% не-естонског становништва течно говори естонски језик. Највећи број говорника руског језика живи у главном граду Талину, те у индустријским подручјима у округу Ида Виру.
Иако Балтички Немци никада нису чинили више од 10% од укупне естонске популације, немачки језик је потпуно доминирао културним, политичким и привредним животом Естоније. Иако је број етничких Немаца у естонској популацији данас готово занемарљив, немачки језик је трећи најраширенији страни језик међу естонским становништвом. Шведским језиком, који је био доминантан у северозападном и западном делу земље, посебно у периоду између 13. и 20. века, данас говори јако мали број људи.
Најраширенији страни језици који се уче у школама у Естонији данас су енглески, руски, немачки и француски, иако су доста популарни и фински, шведски и шпански језик.
Званичан знаковни језик у земљи је естонски знаковни језик (код ESL, ест. ееsti viipekeel) који користи око 4,5 хиљада особа, док је у званичној употреби у русофоним подручјима и руски знаковни језик.

### Религија
Религија у Естонији (2011)
Устав Републике Естоније гарантује слободу вероисповести свим верским заједницама, а верске организације су строго одвојене од државе.
Пре христијанизације земље која се десила током 13. века, естонско становништво је било многобожачко. Према описима из Ливонијске хронике (лат. Heinrici Cronicon Lyvoniae; писане у периоду 1180−1227. године) врховно естонско божанство била је Тарапита, естонски еквивалент нордијском божанству Тору.
Хришћанство, које је данас доминантна религија у Естонији, проширили су Тевтонски витезови током 13. века. Током реформације на тлу Естоније се учврстио протестантизам, а године 1686. званично је основана Естонска евангелистичка лутеранска црква. Протестанти су у Естонији пре Другог светског рата чинили око 80% популације, већином су били лутерани, а један мањи број верника припадао је калвинистичкој протестантској деноминацији. Иако је по Уставу из 1925. црква званично одвојена од државе, верска учења су и даље била присутна у јавном животу, а на Тартуском државном универзитету постојао је одсек за теолошке студије. Током совјетских антиверских репресија естонска црква је изгубила више од две трећине свог свештенства, црквена имовина је национализована, а верске школе позатваране.
Како је религија и њени лидери била у уској вези са немачким феудалним елитама током целог 19. века, већина етничке естонске популације није практиковала верске ритуале. Ирелигиозност се одржала до данашњих дана, па је према подацима Евробарометра за 2010. више од половине естонске популације ирелигиозно, по чему је Естонија на првом месту у Европи. Према истом истраживању 18% грађана се изјаснило да верује у бога, њих 50% сматра да постоји нека врста „више животне силе”, док чак 29% грађана не верује у постојање никаквих натприродних сила. Према Галуповим истраживањима за период 2006−2008. свега 14% Естонаца религију је означило као важан део својих живота, што је био најнижи проценат међу 143 државе које су обухваћене истраживањем.
Према Евробарометровим истраживањима из 2012. хришћанство је најважнија и најдоминантнија религија у Естонији са око 29% верника. Највећа хришћанска црква у земљи је Естонска православна црква којој припада око 17% естонских грађана (помесна црква Руске православне цркве), протестанти чине 6%, а све остале хришћанске деноминације заједно око 22% грађана. Међу нерелигиозним особама њих 22% се изјаснило као агностици, 15% као атеисти, док је око 15% било неизјашњено. Естонска лутеранска црква је према подацима из 2014. имала званично регистрованих око 180.000 чланова. Естонска апостолска православна црква која се налази под јурисдикцијом Цариградске патријаршије окупља око 20.000 чланова.
У земљи делују и мање муслиманске, јудаистичке и будистичке групе, а такође и организација „Мавала Кода” која окупља вернике који поштују паганске традиције.
- Удео религиозних особа по окрузима Естоније
- Лутеранска црква Светог Јована
- Православни храм св. Александра Невског из 1900. год.

### Урбанизација
Естонија је високо урбанизована земља и око 70% становништва живи у градским центрима. У држави званично постоји 47 градских насеља, те 10 насеља у рангу варошица. Сва градска насеља називају се званично linn. Главни и највећи град у земљи је Талин који је уједно и једини град са више од 100.000 становника. Остали важнији регионални центри су још и Тарту, Нарва, Парну и Кохтла-Јарве.
Градска насеља у Естонију почињу да се развијају у 13. веку, и настајала су углавном око немачких утврђења у приобалним подручјима и на обалама река. Први градови који се помињу у историјским изворима били су Тарту (1030), Талин (1248; односно 1154. под именом Коливан), Нарва (1256), Парну (1265), Хапсалу (1279), Виљанди (1283) и Паиде (1291. године).
| 1.  | Талин ()        | Харјума     | 393.222 | 55,3% | 36,8% |
| 2.  | Тарту ()        | Тартума     | 97.600  | 81,7% | 14,7% |
| 3.  | Нарва ()        | Ида-Вирума  | 58.663  | 5,2%  | 87,7% |
| 4.  | Парну ()        | Парнума     | 39.728  | 83,1% | 12,8% |
| 5.  | Кохтла-Јарве () | Ида-Вирума  | 37.201  | 16,1% | 73,9% |
| 6.  | Марду ()        | Харјума     | 17.524  | 24,8% | 61,9% |
| 7.  | Виљанди ()      | Виљандима   | 17.473  | 94,1% | 3,7%  |
| 8.  | Раквере ()      | Лане-Вирума | 15.264  | 88,1% | 9,0%  |
| 9.  | Силамае ()      | Ида-Вирума  | 14.252  | 4,8%  | 87,5% |
| 10. | Куресаре ()     | Сарема      | 13.166  | 97,7% | 1,2%  |
| 11. | Виру ()         | Вирума      | 12.667  | 92,0% | 6,3%  |
| 12. | Валга ()        | Валгама     | 12.261  | 64,3% | 26,3% |
| 13. | Јихви ()        | Ида-Вирума  | 10.775  | 34,5% | 55,7% |
| 14. | Хапсалу ()      | Ланема      | 10.251  | 82,0% | 13,9% |
| 15. | Кеила ()        | Харјума     | 9.763   | 84,9% | 11,0% |
| 16. | Паиде ()        | Јарвама     | 8.228   | 92,4% | 4,3%  |

Према подацима из 2002. на подручју Естоније постојало је 4.430 села.

## Административна подела
Република Естонија административно је подељена на 15 округа, односно маконада (ест. maakond, maakonnad). У писаним изворима маконаде се по први пут помињу у Хроникама Хенрија Ливонског као естонске државице које су постојале током 13. века и северних крсташких ратова.
Сваки округ има своју владу (ест. Maavalitsus) на чијем челу се налази начелник (ест. Maavanem) који представља националну власт на локалу. Начелнике округа бира Влада Естоније на период од 5 година. Границе између округа промењене су након што је Естонија прогласила независност 1991. године, најзначајнија промена је успостављање округа Валгама од делова округа Вирума, Тартума и Виљандима.
Некадашњи округ Петсама након Другог светског рата прикључен је Русији и данас је административно уређен као Печорски рејон Псковске области. Окрузи као административне јединице највишег нивоа поново су успостављени 1. јануара 1990. године и поклапали су се са границама некадашњих совјетских рејона унутар Естонске ССР.
Сваки округ је даље подељен на општине (omavalitsus) које представљају другостепени административни ниво. Општина има укупно 226 (по подацима из 2013), а деле се на градске (linn; 33 општине) и руралне (vald; њих 193). Свака општина ужива одређен степен аутономије у односу на централну власт и има своје органе власти. У границама општина може да се налази једно или више градских или сеоских насеља. Две трећине општина имају мање од 3.000 становника. највећа општина је Талин са око 400.000 становника, док најмања општина Рухну има свега 97 становника.
Град Талин административно је подељен на 8 градских округа (linnaosa), а сваки од округа има своју извршну власт.
| Округ          | Главни град | Површина у km² | Становника | Густина насељености |
| -------------- | ----------- | -------------- | ---------- | ------------------- |
| Харјума (Harjumaa)     | Талин       | 4.333          | 552.643    | 127,5               |
| Хијума (Hiiumaa)      | Кардла      | 989            | 8.470      | 8,6                 |
| Ида-Вирума ()  | Јихви       | 3.364          | 149.244    | 44,4                |
| Јигевама (Jõgevamaa)    | Јигева      | 2.604          | 31.398     | 12,1                |
| Јарвама (Järvamaa)     | Паиде       | 2.623          | 30.553     | 11,6                |
| Ланема (Läänemaa)      | Хапсалу     | 2.383          | 24.184     | 10,1                |
| Лане-Вирума () | Раквере     | 3.627          | 59.861     | 16,5                |
| Пилвама (Põlvamaa)     | Пилва       | 2.165          | 27.452     | 12,7                |
| Парнума (Pärnumaa)     | Парну       | 4.807          | 82.584     | 17,2                |
| Раплама (Raplamaa)     | Рапла       | 2.980          | 34.905     | 11,7                |
| Сарема (Saaremaa)      | Куресаре    | 2.673          | 31.344     | 11,7                |
| Тартума (Tartumaa)     | Тарту       | 2.993          | 150.287    | 50,2                |
| Валгама (Valgamaa)     | Валга       | 2.044          | 30.158     | 14,8                |
| Виљандима (Viljandimaa)   | Виљанди     | 3.422          | 47.594     | 13,9                |
| Вирума ()      | Виру        | 2.305          | 33.439     | 14,5                |

## Политика
Према Уставу Република Естоније је вишестраначка парламентарна представничка демократија којом управља народ преко својих изабраних представника. Политички живот у земљи заснован је на принципу поделе власти. На челу државе налази се председник, национални парламент је главни законодавни, а национална влада извршни орган власти у земљи.
Сходно Декларацији о независности објављеној 1918. године Естонија је проглашена парламентарном републиком коју је политички и правно гледано формирала Естонска конститутивна скупштина. Први Устав (ест. Põhiseadus) као највиши правни акт земље усвојен је 15. јуна 1920. године, а на снагу је ступио 21. децембра исте године. Последњи и актуелни, четврти по реду Устав усвојен је на референдуму одржаном 28. јуна 1992. године.
Република Естонија има високо развијену електронску државну управу (енгл. e-government) која знатно олакшава комуникацију грађана са органима извршне власти. Грађанима је омогућено да на изборима гласају путем интернета, а овакав вид гласања први пут је омогућен на локалним изборима одржаним 2005, а потом две године касније и на парламентарним изборима када је на овај начин гласало 30.275 бирача.
Уставом свим грађанима Естоније гарантује основна људска права, слободе медија и економске слободе. Према истраживањима невладине организације са седиштем у Паризу, Репортери без граница, године 2009. Естонија је по степену слободе штампе и говора сврстана на високо 8. место у конкуренцији 175 држава света.
Највиши судски орган у земљи је Врховни суд (Riigikohus) кога чини 17 судија, а председника врховног суда бира парламент на предлог председника, на мандат од 9 година.

### Народна скупштина Естоније
Естонски парламент назива се Ригикогу (ест. Riigikogu) и најважније је законодавно тело у земљи. Парламент је једнодомни, састоји се од 101 члана и његов састав бира се директно на изборима по пропорционалном изборном систему, на четворогодишњи мандат. Право гласа на изборима имају сви пунолетни грађани који су држављани Естоније, а цензус за улазак у парламент за политичке странке је 5% од укупних гласова. Парламент није заседао у периоду 1934–1938. познатом и као  Доба тишине (ест. vaikiv ajastu) након што је тадашњи шеф државе Константин Патс забранио деловање политичких партија и владао ауторитарно. Након што је 1938. усвојен нови устав, национални парламент је поново сазван, овај пут као дводомно законодавно тело са доњим (Riigivolikogu) и горњим домом (Riiginõukogu). Након совјетске окупације и оснивања Естонске ССР функцију националног парламента обављао је Врховни совјет Естонске ССР (од 25. августа 1940. па до 8. маја 1990. године), а потом након распада Совјетског Савеза и Врховно веће Републике Естоније (1990–5. октобар 1992) као прелазни законодавни орган. Рад Ригикогуа поново је обновљен 1992. године. Све седнице парламента одржавају се у дворцу Томпеа у Талину.
У парламенту се усвајају сви законски акти, усваја се буџет, ратификују се и отказују међународни уговори, одлучује се о државним кредитима. У парламенту се бира и председник државе, председник уставног суда, гувернер народне банке, државни ревизор и командант оружаних снага.

### Влада Естоније
Влада Естоније (ест. Vabariigi Valitsus) представља најважнији извршни орган власти у земљи. Мандатара за састав нове владе предлаже председник државе, мандатар саставља свој кабинет, а избор владе потврђује се у националном парламенту. Кабинет чини 12 министарстава, а Влада се бира на период од 4 године. Сваки кабинет може да има максимално и 3 министарства без портфеља која именује лично председник владе, а максималан број министарстава у кабинету је 15. У периоду 1918—2017. Естонија је имала укупно 49 влада (рачунајући и владе у егзилу у периоду совјетске окупације). Седиште Владе налази се у замку Стенбок на Томпеи у Талину. Влада је задужена за спровођење закона који се усвајају у парламенту, усмерава и усклађује рад државних институција и спроводи унутрашњу и спољашњу државну политику.
Сваки од 15 естонских округа има своју локалну владу.

### Председник Републике Естоније
Председник Естоније (ест. Eesti Vabariigi President) званично је шеф државе, иако је сама функција углавном церемонијална. Бира се гласањем у националном парламенту, а кандидат званично постаје председник када добије више од две трећине гласова у парламенту. Уколико и након три круга гласања кандидат не добије одговарајући број гласова у парламенту, формира се посебна изборна комисија коју поред чланова парламента чине и представници свих локалних органа власти (минимум по један представник сваке општине). Мандат председника траје 5 година, а поново на исту функцију може да буде биран неограничен број пута, с тим да може да повеже максимум два мандата у континуитету. Председник у време свог мандата не сме бити члан ни једне политичке партије, а такође мора да замрзне све остале политичке и привредне активности.
Функција председника државе званично је уведена 1938. године, а први председник Естоније био је Константин Патс. Пре тога у периоду 1920−1934. на челу државе налазио се шеф државе (ест. Riigivanem) који је комбиновао функције које имају данашњи председник и премијер. У том периоду на челу Естоније било је укупно 16 шефова државе, а Патс је биран на ту функцију чак 5 пута. Устав из 1934. раздвојио је функцију шефа државе од функције председника владе, али није ступио на снагу пошто је Патс исте године извршио државни удар и распустио парламент. Совјетске власти су у јулу 1940. депортовале Патса у град Уфу у Сибиру. Након тога, у складу са важећим Уставом функцију председника преузео је про-совјетски премијер Јоханес Варес који је потом потписао званичан документ о анексији Естоније од стране Совјетског Савеза. У периоду под совјетском влашћу (1944−1991) седиште председника Естоније налазило се у егзилу у Стокхолму.
За првог председника Друге Републике изабран је Ленарт Мери који је на власти био од октобра 1992. до октобра 2001. године. Након њега функцију председника државе обављали су још и Арнолд Рител (2001−2006), Томас Хендрик Илвес (2006−2016), те од 2016. Керсти Каљулаид као прва жена на месту председника државе.

### Међународни односи
Естонија је била пуноправна чланица Лиге народа од 22. септембра 1921. године, а потом и Уједињених нација од 17. септембра 1991. године. Између осталих Естонија је и једна од чланица Организације за европску безбедност и сарадњу (ОЕБС), Организације за економску сарадњу и развој (OECD), Већа балтичких држава (CBSS) и Нордијске развојне банке. Такође је и потписница Кјото протокола о климатским променама.
Од обнове независности 1991. године естонска спољна политика фокусирана је на европске и евроатлантске интеграционе процесе. Потпуна интеграција у западни политичко-безбедносни систем наступила је након пријема у пуноправно чланство НАТО пакта (чланица од 29. марта 2004) и Европске уније (1. мај 2004. године). Интензивно политичко и војно приближавање земљама геополитичког запада за последицу је имало погоршавање односа са Руском Федерацијом, једине суседне земље са којом Естонија није у потпуности извршила демаркацију граничне линије.
Од почетка 1990-их Естонија развија блиске политичко-економске односе са преостале две балтичке државе учествујући у раду Балтичке скупштине и Балтичког већа министара. Естонија користи нордијски узор као пример свог политичко-друштвеног деловања. Тешњем развоју међусобних односа балтичких и нордијских земаља доприноси и Нордијско-балтичка група 8 (НБ8). Парламентарна сарадња између Балтичке скупштине и Нордијског савета започела је 1989. године и од тада два тела одржавају редовне годишње састанке на разним нивоима. Нордијски савет министара има своју канцеларију у Талину и представништво у Тартуу, као и информативне центре у Нарви, Валги и Парнуу.
Естонија негује традиционално добре односе са Шведском и Финском, а већина Естонаца себе сматра припадницима нордијског цивилизацијског круга. Тако је 2009. приликом посете Стокхолму тадашњи министар спољних послова Естоније Томас Хендрик Илвес одржао предавање на Шведском институту за међународне односе под називом Естонија као нордијска земља. Естонија тежи укључивању у Нордијски савет.
Године 1992. Русија је била најважнији трговачки партнер Естоније са уделом у укупној трговини од 92%, да би у 21. веку улогу Русије преузеле нордијске земље. Агенција Европске уније за високо-технолошке информационе системе од 2012. има седиште у Талину. У првој половини 2018. Естонија ће председавати Саветом Европске уније.

### Војска Естоније
Војску Естоније или званично Естонске одбрамбене снаге (ест. Eesti kaitsevägi) чине копнена војска (Maavägi), ратна морнарица (Merevägi) и ратно ваздухопловство (Õhuvägi), те паравојна јединица Естонска одбрамбена лига (Kaitseliit). По Уставу војска је дужна да брани независност и суверенитет земље, интегритет њене територије на копну, води и у ваздуху. Тренутни стратешки циљеви естонске војске, поред одбране националних интереса, су и даљи развој оружаних снага и даљи рад на интероперабилности са осталим чланицама Натоа и Европске уније, те учешће у мисијама Натоа широм света.
За разлику од преостале две балтичке земље (Летоније и Литваније) у којима је војска професионализована, у Естонији је војна обука обавезна. Служење војног рока је обавеза за све мушкарце старости између 18 и 28 година, а дужина обуке траје од 8 до 11 месеци у зависности од рода војске. Женама је омогућено да се добровољно пријављују за служење војног рока. Према подацима војни буџет Естоније за 2017. износио је 477 милиона евра, или око 2,2% националног бруто дохотка (што је за 7,6% више у односу на претходну годину). Оружане снаге Естоније, Летоније и Литваније заједнички учествују у војним вежбама у оквиру Натоа.
Естонија војска као део Натоа учествује у бројним мировним и ратним мисијама широм света, а између осталих учествовали су у мировним мисијама у Хрватској 1995. (као део Унпрофора), у Босни и Херцеговини (1996−2011) као део ИФОР-а и СФОР-а, те у БЈР Македонији (2003. као део мисије EUFOR Concordia). Естонске оружане снаге учествовале су и у мировним мисијама УН-а у Либану (на Голанској висоравни 1996−1997), ИСАФ-а у Авганистану (2003−2014) и у Ираку (2003−2009). Естонски контингент са 50 војника од 2003. године део је мировних снага на Косову (седиште контингента је на северу српске покрајине у Косовској Митровици).
Један од приоритета оружаних снага Естоније у 21. веку је одбрана од организованих сајбер напада усмерених против информатичких и телекомуникационих система у земљи. Јединица за одбрану од организованих хакерских напада формирана је 2006. под акронимом CERT (електронска војска), а њен основни циљ је заштита информатичког подручја са интернет доменом .ее. од могућих хакерских напада. Значај јединице за борбу против организованог сајбер криминала нагло је порастао након серије хакерских напада на естонске интернет мреже током 2007. године.

## Национални симболи
Поред три званична државна симбола (застава, грб и химна) Естонија има још 4 званична национална симбола. То су национални цвет, птица, камен и риба.
Национална застава
Застава Републике Естоније је правоугаона тробојка (плаво-црно-бела) димензија 105×165 cm и званично је усвојена 21. новембра 1918. године. Први пут је званично употребљена 4. јуна 1884. у Отепи као застава естонске студентске организације. Закон о националној застави усвојен је у националном парламенту 27. јуна 1922. године. На естонском језику застава се колоквијално назива sinimustvalge, односно плаво-црно-бела тробојка. Симболике боја на застави су следеће:
- плава – естонско небо, море и језера, боја вере и оданости домовини;
- црна – сећање на трагичну историју естонског народа;
- бела – тежњи ка бољој и светлијој будућности.

Током периода совјетске власти естонска традиционална тробојка је замењена заставом Естонске ССР, а поново је почела да се користи са обновом државне независности земље. Постојало је неколико предлога да се традиционална тробојка замени варијантом са нордијским крстом као симболом нордијској припадности земље, али ниједан од поменутих предлога није усвојен.
Грб Естоније
Грб Естоније је званични хералдички симбол Естонске Републике. Грб у свом садашњем облику је златни штит са три витка, плава лава у пролазу (хералдичким речником passant guardant) на средини, са храстовим гранчицама са стране штита. Мотив са три лава прекопиран је са грба Данске.
Грб Естоније постојао је много раније пре званичног признавања после естонског рата за независност 1918-1920, када је Република Естонија међународно призната. Државна скупштина Естоније званично је усвојила грб 19. јуна 1925. године. Међутим, грб је званично забрањен после припајања Естоније Совјетском Савезу 1940. године и употреба ранијих симбола Естоније сматрана је кривичним делом. Грб је враћен законом од 6. априла 1993. године, после обнове самосталности земље. Хералдички плави лавови представљају један од најстаријих естонских државних симбола, и још од 13. века користили су се као основа за грб града Талина.
Химна Естоније
Званична химна Естоније је композиција Mu isamaa, mu õnn ja rõõm (Моја отаџбина је моја срећа и радост). Музику је 1848. компоновао фински композитор немачког порекла Фредрик Пацијус, док је музику нешто касније написао естонски песник Јохан Волдемар Јансен. Химна Естоније са текстом први пут је званично изведена на првом фестивалу естонске хорске музике 1869. године. Као химна Естоније званично је усвојена 1920. године након рата за независност. Занимљиво је да је идентична композиција, али са другачијим текстом, уједно и званична химна Финске.
Остали национални симболи
Кампању за избор националног цвета започело је током 1967. године естонско друштво за заштиту природе, а као званичан национални цвет изабран је плави различак (Centaurea cyanus), цвет који је вековима био значајан део националне културе и националног фолклора. Стилизовани цвет плавог различка данас се налази на логоу Конзервативне народне партије Естоније. Национална птица је, у Естонији широко распрострањена, сеоска ласта (Hirundo rustica) специфична по својој плаво-бело-црној боји. Као национални камен изабран је сиви кречњак, седиментна стена од које су направљене бројне камене грађевине широм земље. Национална риба је атлантска (балтичка) харинга (Clupea harengus) која је кроз историју представљала важан извор прихода и хране за естонско становништво.
У предхришћанском периоду храст је сматран светим дрветом.

## Привреда
У међуратном периоду између два светска рата естонска привреда је постепено почела да прелази са пољопривредног на индустријски сектор и развијала се по узору на привредну суседне Финске. У том периоду естонски пољопривредни производи (посебно путер, млеко и сиреви) продавали су се на тржиштима Немачке и других западноевропских земаља. Животни стандард естонског становништва у истом периоду био је готово једнак стандарду становништва Финске. Током Другог светског рата привредни систем у земљи је доживео потпуни колапс, а након совјетске окупације и потпуни преокрет са тржишне на социјалистичку привреду. Естонија је након 1944. у потпуности интегрисана у совјетски привредни систем базиран на друштвеној својини. Иако је у том периоду дошло до интензивне индустријализације земље, животни стандард је значајно опао, па је тако према подацима из 1987. БДП Естонске ССР готово остао на предратном нивоу од око 2.000 америчких долара, док је у истом периоду БДП Финске порастао на 14.370 америчких долара.
Након обнове независности земље 1991. године извршена је поновна транзиција на тржишну привреду и у земљи су спроведене бројне привредне реформе. Једна од најзначајнијих свакако је било увођење пореза на додатну вредност по јединственој стопи од 26% (невезано за висину примања), а пореска стопа је у периоду 2005–2008. постепено редукована на коначних 21%. Целокупна вредност пореза на земљиште користи се за финансирање локалних самоуправа. Опорезивању подлежу чак и јавне институције. Степен наплате пореза је јако висок и износи преко 90%.
Захваљујући свеобухватним реформама привреда се за кратко време опоравила, а период транзиције са социјалистичког на капиталистички привредни систем није био турбулентан као у неким другим државама са сличном проблематиком. Тако је национални БДП у поређењу са ЕУ порастао са 34,8% колико је износио 1996. на 65% 2007. године. За мање од 20 година привредне транзиције естонска привреда се трансформисала и интегрисала са привредним системима суседних нордијских земља, посебно Шведске и Финске, и према подацима Светске банке достигла статус високоразвијене економије. Бруто друштвени производ по глави становника бележи константан раст, па је тако са 23.631 долара у 2012. порастао на 29.543 долара у 2016. години. Бројне реформе знатно су олакшале развој малих бизниса у земљи, па је тако према индексу економских слобода за 2015. Естонија рангирана на високо 8. место у свету, односно на 4. место међу европским државама. Због успешне и брзе привредне транзиције и наглог развоја Естонија се често назива и балтичким тигром (заједно са привредама Летоније и Литваније).
У новембру 1999. Естонија је постала чланицом Светске трговинске организације, а од 2010. и Организације за економску сарадњу и развој (OECD).
Пре званичног придруживања еврозони национална валута била је естонска круна која је била везана за немачку марку у односу 1 DEM за 8 EEK. Круна као званична естонска валута била је у оптицају у два наврата, 1928–1940. и 1992–2011. године. Претходила јој је естонска марка која је у оптицају била од 1918. до 1927. године, а наследио ју је евро након што је Естонија званично усвојила јединствену европску валуту као властито платежно средство 1. јануара 2011. године. Са увођењем евра Естонија је тако постала 17. чланицом Еврозоне. Замена естонске круне за евро вршена је по курсу 1€ за 15,64664 EEK. Током периода совјетске власти званична валута била је совјетска рубља.
Према подацима Евростата, Естонија има најмањи јавни дуг међу свим земљама Европске уније који је крајем 2010. износио 6,7% националног БДП-а. Из европских фондова за развој Естонија је у периоду 2007–2013. добила око 3,4 милијарде евра.
Естонска привреда је директно осетила последице велике економске кризе (2007–2010), те је тако БДП у првој половини 2008. пао за 1,4%, а до краја исте године за чак 9%. Привреда се стабилизовала тек почетком 2010. и поново почела да бележи раст. Тако је у трећем кварталу 2010. индустријска производња порасла за чак 23% у поређењу са истим периодом претходне године. Од тада привреда сваке године бележи континуирани раст. Према статистичким подацима из марта 2016. просечна месечна плата износила је 1.105 евра. Међутим постоје знатне разлике у вредностима БДП међу појединим окрузима у земљи. Тренутно подручје око главног града Талина учествује са више од 50% укупног националног БДП-а. Тако је 2008. БДП у Талину износио 172% од просечног БДП-а на националном нивоу, или чак 115% просечног БДП-а на нивоу ЕУ-а. Стопа незапослености у марту 2016. износила је 6,4%, што је испод просека ЕУ-а, односно за пет пута мање од просека Еврозоне. Једини период у ком је бележен константан раст незапослености био је период од маја 2008. до маја 2009. када је незапосленост порасла са 3,9% на чак 15,6%. Године 2012. Естонија је била једина чланица Еврозоне са буџетским суфицитом и са јавним дугом од свега 6%.
Према проценама центра за економске студије (Centre d'Etudes Prospectives et d'Informations Internationales) уколико се настави актуелни тренд привредног раста естонска економија ће до 2025. достићи ниво развијености нордијских земаља, а до 2050. постати и једном од најпродуктивнијих привреда унутар Европске уније.
Највећи удео (преко 71%) у укупном националном дохотку долази од услужног сектора, на индустријски сектор отпада око 25%, док пољопривреда и друге примарне делатности дају тек око 4% националног БДП-а. Најважнији привредни сектори су прерађивачка индустрија која чини око 14,5% укупне производње, затим саобраћај, грађевинарство и комуникације са укупно 10%, трговина чини 13,5%, а сви остали сектори око 21%.
Естонија има високо развијен сектор информационих технологија и сматра се једном од најразвијенијих информационих земаља у Европи. Естонски програмери Ахти Хеинла, Прит Касесалу и Јан Талин учествовали су у стварању интернет мреже за телекомуникације Скајп.

### Пољопривреда и шумарство
Године 1991, око 12% радно способног становништва Естоније било је запослено у пољопривредном сектору и производило је 15,4% укупног националног дохотка. У то време Естонија је имала око 1,3 милиона хектара пољопривредног земљишта, а око милион хектара чиниле су оранице. Током совјетског периода обрадиве површине смањене су за око 405.000 хектара и то земљиште је углавном пошумљено. Колективизација која је спровођена током 1940-их и 1950-их негативно се одразила на естонску пољопривреду, посебно на мала сеоска имања која су у предратном периоду чинили основу естонске привреде. До почетка 1990. на тлу Естоније је егзистирала 221 задруга и 117 државних фарми са просечно око 350 до 400 запослених на свакој од фарми. На фармама су се највише узгајала говеда и свиње, а Естонија је била један од главних снабдевача других совјетских република месом и млеком. Са друге страна храна за стоку се добављала углавном из Русије.
Након обнове независности земље укинута је колективна својина и земља је поново денационализована. Законом је омогућено да сваки појединац може да изнајми до 50 хектара обрадивог земљишта за узгој житарица и других култура. Земљиште је наследно, али не може да се прода или купи. Циљ реформе пољопривредног сектора било је оживљавање села и малих сеоских газдинстава која су била готово нестала услед колективизације. Свега 6 месеци након усвајања сета реформи у пољопривредном сектору званично је регистровано око 2.000 малих сеоских газдинстава, и њихов број се повећавао у наредном периоду. Године 1993. у Естонији је деловало укупно 8.781 сеоско газдинство на којима се обрађивало око четвртине свих обрадивих површина. Према закону о порезу на имовину, који је током 1993. усвојио национални парламент, свако домаћинство плаћало је годишњи порез на имовину од 0,8% до 1,2% од укупне процењене вредности поседа (0,5% од пореза ишло је директно у државни буџет, а остатак у буџете локалних заједница).
Међутим удео пољопривреде у укупном националном дохотку пао је са 15% на 3,3% у периоду 1991–2000, а број запослених у пољопривреди опао је у истом периоду са 15% на 5,2%.
Најважније сточарске делатности су млечно говедарство, свињогојство и живинарство, док су главне ратарске културе житарице, кромпир и поврће. Месо и месне прерађевине се углавном извозе, док се ратарски производи пласирају на домаћем тржишту. Многе фарме почивају на принципима органске пољопривреде.
Под шумама је око 2 милиона хектара са процењених око 274 милиона кубних метара дрвета, од чега је под комерцијалном експлоатацијом око 70% шумског богатства. Око 40% свих шума налази се у директном власништву државе. У шумарству је запослено око 1% од укупног радно активног становништва.

### Индустрија, рударство и енергетика
Естонија је релативно сиромашна природним ресурсима. Најважнији привредни ресурси су уљни шкриљци, кречњак који се користи као грађевински материјал и дрво (шуме покривају око половине државне територије). Постоје и мање залихе фосфорита, уранинита и гранита које се још увек не експлоатишу у значајнијим количинама. Значајнија су и налазишта ретких земљиних оксида који су се током последњих 50 година наталожили на одлагалиштима уранове руде, шкриљаца и лопарита на подручју Силамае. Тренутно се годишње извози око 3.000 тона ових оксида, што чини око 2% укупне светске продукције.
Најважније индустријске гране у земљи су машинска (на коју отпада око 25% укупне индустријске производње) и дрвопрерађивачка индустрија (око 20%), а за њима следе прехрамбена и хемијска индустрија са уделом од по 10%, металопрерађивачка (око 13%) и лака индустрија (са мање од 5% удела у укупној индустријској производњи). У последње време знатније се развија електроиндустрија. Најважнија индустријска постројења налазе се на истоку земље, у округу Ида-Вирума, те у околини Талина. Прехрамбена индустрија концентрише се углавном на домаће тржиште на којем подмирује око 80% укупних потреба за храном. Рударство као делатност је доста слабо развијено, управо због сиромаштва у рудама, и углавном се своди на експлоатације уљних шкриљаца, тресета и грађевинског материјала (шљунак, песак, кречњачки камен и глина).
Индустрија уљних шкриљаца је високо развијена а шкриљци задовољавају око три четвртине укупних потреба за електричном енергијом (и учествује са 4% у укупном националном дохотку). Уљни шкриљци (ест. põlevkivi) представљају један од стратешки најважнијих енергената у Естонији. У овој грани индустрије у 2012. било је запослено око 6.500 радника, или око 1% укупне радне снаге у земљи. Око 70% шкриљаца користи се као погонско гориво у термоелектранама, док се један мањи проценат користи за добијање синтетичке нафте путем процеса пиролизе. Естонија је, после Кине, друга земља на свету по производњи нафте из уљних шкриљаца. Шкриљци се користе и у грађевинској индустрији као сировина за производњу цемента. Укупне залихе уљних шкриљаца у Естонији процењене су на око 4,8 милијарди тона, а економски исплатив период експлоатације процењен је на наредних 30 година.
Естонија је енергетски зависна земља која производи око 75% од укупно потребне електричне енергије, док се остатак електричне енергије увози. Око 85% од укупне производње електричне енергије производи се у термоелектранама које као погонско гориво користе уљни шкриљац. Највећи електроенергетски објекат у земљи је комплекс Нарвске термоелектране (ест. Narva Elektrijaamad) који се налази у околини града Нарве, на крајњем североистоку земље. Комплекс чине две засебне термоелектране (Ести и Балти) које као погонско гориво користе уљне шкриљце, уједно два највећа електроенергетска објекта тог типа на свету. Према подацима из 2007. у Нарвским термоелектранама производило се готово 95% укупне естонске продукције електричне енергије.
Међу обновљивим изворима енергије највише се користи енергија ветра, а према подацима из 2014. укупна снага свих ветроелектрана износила је 303 MW, што је чинило око 3,2% укупне продукције електричне енергије. Највећа концентрација ветроелектрана је у подручју око језера Пејпус и на острву Хијуми.
Естонска електропривреда (ест. Eesti Energia) део је јединственог тржишта електричне енергије Nord Pool Spot''.
- Нарвска естонска термоелектрана
- Viru Keemia Grupp, највећи естонски енергетски конгломерат
- Површински коп уљних шкриљаца код Кохтла Јарве
- Ветропарк у округу Ида-Вирума

### Саобраћај, трговина и туризам
Укупна дужина свих друмских праваца у земљи је 57.565 km, од чега је асфалтирано тек 12.926 km (подаци за 2013. годину). Главни разлог за лошију друмску инфраструктуру, поред недостатка новца је и мала густина насељености и готово одсуство популације у многим деловима земље. Око 10% или 1.602 km чине друмске саобраћајнице од националног значаја. Најважнији ауто-путеви су Е20 Талин–Нарва–Санкт Петербург (дужине 211 km), Е263 Талин–Тарту–Виру–даље ка Пскову и Риги (291 km), Е264 Јихви–Тарту–Валга (216 km), Е67 Талин–Парну–даље ка Риги (193 km) и други. Постоји укупно 12 друмских праваца првог степена. Друмски саобраћај доминира превозом путника са уделом од око 90% у укупном путничком саобраћају.
Железница доминира карго сектором и овим видом превоза транспортује се готово 70% укупног транспорта робе. Укупна дужина свих железничких пруга у земљи је око 1.200 km, док је у употреби око 900 km. Железнички саобраћај је у власништву државе, а ширина коловоза је 1.520 mm. најфреквентнији железнички правци су Талин–Тапа–Нарва, Талин–Палдиски, Талин–Рапла и Тапа–Тарту.
Естонија је међу водећим земљама у Европи по броју електричних возила, са просеком од око 1 електричног аутомобила на 1.000 становника. Влада потиче кориштење возила на електрични погон, а на чак 165 пумпи у земљи налазе се и одговарајући адаптери за пуњење батерија електричних аутомобила.
| Естонска трговина 2016.) | Извоз | Увоз |
| ------------------------ | ----- | ---- |
| Шведска                  | 20%   | 9%   |
| Финска                   | 16%   | 13%  |
| Летонија                 | 9%    | 9%   |
| Литванија                | 6%    | 8%   |
| Немачка                  | 5%    | -%   |
| Русија                   | 5%    | 5%   |
| Норвешка                 | 4%    | -%   |
| Данска                   | 4%    | -%   |
| САД                      | 3%    | -%   |
| УК                       | 3%    | 4%   |
| Пољска                   | -%    | 8%   |
| Холандија                | -%    | 6%   |
| Кина                     | -%    | 4%   |
| Мађарска                 | -%    | 3%   |

Према званичном државном регистру лучких пристаништа, у Естонији постоји 45 лука и готово све се налазе на балтичким обалама. највеће и економски најважније луке су Муга (у близини Талина), Талин (са неколико пристаништа), Палдиски, Кунда, Парну и Силамае. Највећи значај у путничком саобраћају на Балтику има компанија Таллинк која одржава редовне бродске везе између Талина са једне и Хелсинкија, Санкт Петербурга и шведских градова са друге стране. Током летњих месеци из Талина ка Хелсинкију полазе трајекти на сваки сат, а руту између два града дужине око 80 km годишње пређе око 8 милиона путника. Између континенталног дела и острва постоје редовне трајектне линије.
У земљи се налази 12 аеродрома и 1 хелиодром. Талински аеродром „Ленарт Мери” највећи је у земљи и кроз њега је током 2016. године прошло 2.221.615 путника. Међународни летови обављају се и са аеродрома у Парнуу и Тартуу. Сва четири већа острва такође имају властите аеродроме са којих полазе летови углавном у домаћем саобраћају.
У саобраћају је запослено око 7,5% радно способног становништва. Транзитни саобраћај између Русије и остатка Европе доноси знатне приходе у естонски буџер.
Након чланства у Европској унији број иностраних туриста који посећују Естонију порастао је за више од 25%, па тако према актуелним подацима земљу годишње посети око 4 милиона страних туриста. Највише страних туриста долази из суседне Финске, и углавном је реч о једнодневним туристима који због шопинга посећују Талин. Талин је редовна станица свих балтичких крстарења.
Од успоставе независности земље естонска привреда базира се на моделу тржишне економије и једна је од земаља Источне Европе са највишим БДП-ом. Најважнији финансијски центар у земљи је Талин, а Талинска берза чланица је Nasdaq Nordic групе.
Најважнији извозни производи су машине и опрема, дрво и папир, одећа, храна, намештај, те производи хемијске и металне индустрије. Значајан удео у извозу чини и електрична енергија, у просеку око 1,562 милијарде киловат часова годишње. Са друге стране годишње се увезе у просеку око 200 милиона киловат часова електричне енергије. највише се увози нафта (из Литваније и Норвешке) и земни гас (из Русије). три најважнија извозна тржишта Естоније су Шведска, Финска и Летонија на које отпада око половина укупног извоза.

## Образовање и наука
Прве школе на тлу данашње Естоније отваране су током 13. и 14. века и углавном су то биле школе које су отваране под патронатом црквених (катедралне школе) и монашких заједница. Први буквар на естонском језику одштампан је 1575. године. Најстарија универзитетска установа у земљи је Универзитет у Тартуу, а основао га је још 1632. шведски краљ Густаф II Адолф. Прва предавања на естонском језику на универзитетима одржана су тек 1919. године, чиме је прекинута пракса дотадашњег високошколског образовања на латинском, руском или немачком језику.
Образовни систем у Естонији данас је подељен на 4 степена: предшколско образовање (вртић, до седме године), основно образовање (основна школа, 9 разреда, од 8. до 16. године), средње образовање (средња школа, 3 године) и високо образовање (више школе и факултети). Школске институције могу бити државне, општинске (локалне), јавне и приватне установе, а према подацима из 2009. на територији Естоније деловало је укупно 589 школа. Квалитет естонског образовања најбоље потврђује податак да су према проценама европске агенције за вредновање квалитета образовања (PISA) године 2010. естонски гимназијалци рангирани на 13. место у свету. У Естонији је званично неписменост искорењена, а писмено је сто одсто одраслог становништва. Једнако тако чак 89% становништва старости између 25 и 64 године има високу стручну спрему, што је једна од највиших стопа у савременом свету.
Академски степен образовања подељен је на три нивоа: основни студији, мастер студији и докторски студији. У неким студијским програмима (основни медицински студији, ветерина, фармација, зубарство, архитектура и педагошки студији) изједначени су основни и мастер студији и имају исти степен. Естонски јавни универзитети имају висок степен аутономије у свом раду и поред организовања академског живота унутар самог универзитета, универзитети имају слободу да креирају властите наставне програме, успостављају услове за пријем нових студената, усвајају буџет и планове будућег развоја, врше избор ректора и доносе одлуке о управљању властитом имовином. Највећи јавни универзитети су Универзитет у Тартуу, Талински универзитет и Естонска академија уметности, до је највећа приватна високошколска установа Естонска пословна школа. Тартуски универзитет је најстарија и најпрестижнија високошколска установа у земљи и похађа га око 13.000 студената (од чега око 1.300 страних академаца). Према публикацији QS World University Rankings Универзитет у Тартуу је 2016. рангиран на 347. место у свету и најпрестижнији је универзитет на Балтику. Једини је универзитет из балтичких земаља који се налази на листи 200 најбољих европских универзитета.
Најважнија научна установа у земљи је Естонска академија наука (ест. Eesti Teaduste Akadeemia) са седиштем у Талину, основана 1938. године. У децембру 2012. Академија је имала 75 сталних и 15 иностраних чланова. Једна од најважнијих научно-истраживачких институција у земљи је национални институт за истраживање на пољима хемије, физике и биофизике (ест. Keemilise ja Bioloogilise Füüsika Instituut, KBFI). Први информатички научни центри у земљи основани су током 1950-их година у Талину и Тартуу, а естонски информатички стручњаци умногоме су учествовали у развоју софтвера које су користила разна министарства Совјетског Савеза током 1980-их. Естонска влада улаже значајна средства у истраживања и развој и од 2011. проценат улагања у науку износи око 2,38% националног БДП-а, што је нешто више у односу на просек ЕУ који износи око 2%.
Године 1810, у Дорпату (данашњи Тарту) завршени су радови на градњи опсерваторије, а 1814. постављени су први инструменти. Ову опсерваторију је вон Струве користио као почетну тачку приликом одређивања геодетског лука (истраживања су обављана већ током 1816. године). Године 1824, у опсерваторију је инсталиран у то време најмоћнији 9" рефрактор. Опсерваторија данас располаже са 2 телескопа пречника 1,5 м и 0,6 m.
Неки од најпознатијих естонских научника су астрономи Фридрих вон Струве, Ернст Епик и Јан Ејнасто (један од твораца теорије о тамној материји), биолози Карл Ернст вон Баер и Јакоб вон Икскил, хемичари Вилхелм Освалд и Карл Шмит, математичар Едгар Кран, физичар Томас Јохан Зебек и други.

## Култура
Захваљујући свом географском положају Естонија се налази на месту где су се вековима сударали утицаји Северне, Западне и Источне Европе, место где су се сударале традиције католицизма, православља и протестантизма. Због свега тога естонска културна сцена је јако разноврсна и јако специфична. Културолошки утицај скандинавских народа нарочито је велики у приобалним подручјима земље која су традиционално била везана за скандинавске земље, док су јужни и источни делови били подложни утицајима балтичких Ливонаца (Летонаца) и словенских Руса и Пољака. Немачка племићка елита која је практично вековима владала земљом оставила је велики траг на културу и традицију естонских градова.
Током средњег века естонска култура сводила се на усмена предања и народне обичаје, а писана реч на естонском језику готово да није постојала. Дански историчар Саксон Граматик у свом делу Gesta Danorum из 1179. по први пут детаљније описује естонску традиционалну музике помињући естонске ратнике који певају ноћу пре него што крену у битку. Ливонски монах Хенрик Летонски на почетку 13. века детаљније је описивао естонски духовни живот, њихове жртвене обичаје, божанства и духове. Немачки хроничар и свештеник Балтазар Русов 1578. у свом делу Ливонске хронике између осталих описује и традиционалне естонске прославе током летњег солстиција (jaanipäev) и празника светог Јована Крститеља, и то су били први детаљнији описи народних обичаја након христијанизације земље. Естонска народна веровања, традиције и неколико народних песама описани су у делу Topographische Nachrichten von Liv- und Estland Аугуста Хупела (период 1774−1782. године). Године 1778, вон Хердер је превео неколико естонских народних песама на немачки језик и објавио их у свом делу Volkslieder.
Интересеовање за естонско народно стваралаштво нагло је порасло током „периода националног буђења” (1750−1840). Године 1839, основано је Естонско учено друштво (ест. Õpetatud Eesti Selts) са основним задатком у прикупљању и проучавању естонског фолклора и традиција. Један од најистакнутијих чланова друштва био је књижевник Фридрих Роберт Фелман који је у преводу на немачки језик објавио бројне естонске митове и легенде. Александар Неус прикупио је око 1.300 естонских народних песама и објавио их у тротомној антологији Ehstnische Volkslieder на естонском и немачком језику. (1850−1852. година) .
Најважнија културна установа у земљи данас је Академија уметности (ест. Eesti Kunstiakadeemia, EKA) у Талину основана 1914. године.

### Естонска књижевност
Књижевна делатност на естонском језику готово да није постојала у периоду од краја Северних крсташких ратова до краја Првог светског рата, и сводила се на свега неколико књижевних радова. Једно од најстаријих дела у којима се налазе делови писани на естонском народном језику је Кулемски молитвеник писан у периоду између и 1528. године. Прва позната штампана књига издата у билингвалној верзији, на немачком и естонском језику, је Лутерански катехезис из године. Занимљиво је да је прво издање естонске граматике штампано на немачком језику 1637. године. Нови Завет први пут је штампан 1686. на јужноестонском дијалекту, а издање на стандардном естонском језику штампано је три деценије касније, 1715. године. Књижевна делатност на естонском језику активније почиње да се развија у периоду естофилског буђења од средине 18. до средине 19. века. „Оцем” естонске књижевности и оснивачем модерне естонске поезије сматра се песник Кристјан Јак Петерсон (1801–1822). У Талину је 1842. основано „Друштво естонских књижевника”.
Првобитна естонска књижевност базирана је на богатом епском и лирском усменом стваралаштву које је преточено у писану реч. Један од највећих представника тог жанра био је Фридрих Рејнхолд Кројцвалд који је написао први естонски национални еп Kalevipoeg („Калевов син”, штампан током 1850-их). У његова значајнија дела убрајају се и Старе естонске бајке (1866) и поема Лембиту (1885. године). Кројцвалд се сматра аутором првог оригиналног дела на естонском језику.
Један од најутицајнијих естонских прозаиста из почетног периода естонске књижевности био је и Оскар Лутс (1887−1953), а његова новела Пролеће (ест. Kevade) сматра се једним од најбољих књижевних дела на естонском језику. Лидија Којдула (1843–1886) сматра се родоначелницом женске поезије.
У најзначајније литерарно дело естонске књижевности убраја се соцреалистична пенталогија Истина и правда (ест. Tõde ja õigus писана у периоду 1926–1933) Антона Тамсареа, која прати еволуцију естонског друштва од сеоских заједница до независне нације.
Међу најзначајније естонске савремене ауторе убрајају се Јан Крос, Јан Каплински, Тину Инепалу и Андрус Кивирахк.
- Фридрих Рејнхолд Кројцвалд
- Оскар Лутс
- Лидија Којдула
- Јан Крос
- Антон Хансен Тамсаре

### Музика
Естонска музика развила се из традиционалних народних песама, а најстарији трагови те музике вуку корене још из 12. века и периода рунских записа. Рунско певање доминирало је естонском традиционалном музиком све до 18. века када су га замениле знатно ритмичније форме. Најстарији писани помен естонске традиционалне музике и игре датира из 1179. године када је дански историчар Саксон Граматик у свом делу Gesta Danorum међу првима детаљно описао музичку традицију естонског народа. Саксон посебно помиње традиционалне ратничке песме које су се певале уочи војничких похода. Народне песме јављају се у више форми, могу бити епске, лирске или радничке песме које су се певале на мобама. Први који је организовано почео да прикупља естонске традиционалне песме био је Јакоб Хурт (1839–1907). Хурт је укупно прикупио и објавио преко 12.400 страница традиционалних песама из свих делова Естоније. Током 20. века традиционално рунско певање одржало се још једино на крајњем западу земље, на острву Кихнуу, те на крајњем југоистоку у регији Сетума.
Међу најстарије традиционалне музичке инструменте убрајају се разне врсте дувачких инструмената, попут фруле и рога, које су користили естонски пастири напасајући своја стада. У срединама са немачком већином популарни су били инструменти попут цитре, кончертинe, виолине и хармонике. Традиционални инструмент који се и данас користи приликом извођења традиционалних песама је канел, жичани инструмент који је данас један од националних симбола. У Виљандију је 2008. основан центар за очување традиционалне музике.
Професионално музицирање почиње да се развија тек након периода „националног буђења” и то је период када се појављују први професионални композитори класичне музике. Најзначајнији међу њима били су Рудолф Тобијас (1873–1918) и Артур Кап (1878–1952). Значајан део музичке сцене Естоније представља хорско певање. Први фестивал хорова (Laulupidu) одржан је 1869. године и данас представља један од најстаријих и највећих фестивала аматерских хорова у свету и одржава се сваких 5 година у Талину (Талин је домаћин фестивала од 1928. године).
Током 1960-их година долази до праве ренесансе традиционалне фолк музике. Широм земље оснивају се бројна културно-уметничка друштва која негују традиционалне музичке вредности. Године 1967, снимљена је прва грамофонска плоча са традиционалним песмама и мелодијама (Eesti rahvalaule ja pillilugusid). Из тог периода су и композитор Арво Перт, један од најпознатијих и најтраженијих савремених естонских композитора, и оперски певач (баритон) Георг Отс.
У савременој поп и рок музици највећи успех остварила је певачица Керли Кијв која је остварила значајан успех широм Европе и Северне Америке. Керли се појављивала и као извођач једне нумере у америчком филму Алиса у земљи чуда из 2010. и ТВ серији Смолвил. Међу популарније естонске извођаче убрајају се још и Којт Томе, Иво Лина, Герли Падар, Лаура Полдвере, Биргит Ијгемел, Јури Потсман и други.
Године 1994. Естонија је дебитовала на музичком фестивалу Песма Евровизије. Своју прву и једину победу на овом такмичењу Естонија је остварила у Копенхагену 2001. када је песма Еverybody у извођењу Танела Падара и Дејва Бентона заузела прво место са 198. освојених бодова. Захваљујући тој победи већ наредне године град Талин је био домаћин Песме Евровизије.
Песма Rändajad у извођењу групе Urban Symphony једина је песма на естонском језику која се нашла на топ листама у Уједињеном Краљевству, Белгији и Швајцарској.
- Рудолф Тобијас
- Георг Отс
- Арво Перт
- Иво Лина
- Керли Кијв

### Ликовна уметност и архитектура
Најстарији примерак ликовне активности на тлу Естоније пронађен је на локалитету Тамула у Вируми на југу земље, а реч је о уклесаном људском лику на комаду кости чија време настанка се процењује на период другог миленијума пре нове ере. Како је део историје Естоније од 13. до 20. века период владавине суседних народа над Естонцима, ликовна уметност Естонаца у том периоду своди се на народну радиност.
Крајем 19. и почетком 20. века многобројни естонски уметници одлазе на студије на престижне универзитете широм Европе и по први пут у историји у Естонији се ствара класа школованих ликовних уметника. Тако се Јохан Колер (1826–1899) који се школовао на Ликовној академији у Санкт Петербургу сматра првим школованим естонским сликаром. Естонска ликовна уметност дели се на „немачки период” (експресионизам током Првог светског рат), „француски период” (постимпресионизам током 1930-их) и „руски период” (социјалистички реализам током 1940-их и 1950-их година). Крај 1960-их означен је као „амерички период” у ком се уметност развијала у стилу поп-арта, да би крајем 20. и почетком 21. века доминантан правац у уметности Естоније постао фигуративизам.
Међу најзначајније ликовне уметнике Естоније убрајају се још и сликари Антс Лајкма (1866–1942), Паул Рауд (1865–1930), Евалд Окас (1915–2011), Кристјан Рауд (1865–1943) и Конрад Маги (1878–1925).
Најзначајнија музејска установа посвећена ликовној уметности у земљи је Музеј ликовних уметности Естоније (ест. Eesti Kunstimuuseum) основан 17. новембра 1919. године у Талину. Музеј чије еје првобитно седиште био дворац Кадриорг убрзо се проширио на више локалитета и данас, поред поставки локалних аутора излаже и међународне радове.
- Палата Кадриорг
- Микелов музеј
- Музеј Нигулисте
- Музеј Адамсон-Ерик

Архитектонска историја Естоније углавном је пратила архитектонска дешавања у северној Европи, а свакако најтипичнији и највреднији архитектонски споменик је средњовековни центар града Талина који се налази на листи Светске баштине Унеска.. Вредни споменици архитектуре су и бројне градине из предхришћанског периода (као што су остаци утврђења Варбола) око којих су се с временом развила нека од најважнијих данашњих насеља. Архитектонска историја Естоније започиње са једноставним сеоским шаторима и кућицама и каменим гробницама, наставља са утврђеним средњовековним насељима и кулминира са оригиналним сеоским кућама које су кроз векове успеле да опстају у свом оригиналном и првобитном облику. Типичне естонске сеоске куће служиле су уједно и као складишта за жито, карактеришу их ниски дрвени зидови изграђени од округлих греда и са високим сламнатим крововима.
Ширење хришћанства током 13. века у потпуности је изменило естонско друштво, па самим тим и архитектуру. Са доласком нове религије широм земље почињу да се граде бројне цркве, а због њихове дрвене конструкције ни једна од цркава из тог периода није преживела. До данашњих дана одржале су се једино оне сакралне грађевине које су биле саграђене од чврстог материјала и утврђене са свих страна, а један од најтипичнијих примера те архитектуре је црква у Ваљали на Сареми из 1227. године која се сматра најстаријом црквеном грађевином на тлу целе Естоније. Валјалска црква саграђена је у комбинацији романике и готике. Зидари и вајари са Готланда имали су најважнију улогу у раној црквеној архитектури на тлу Естоније. С временом, како је хришћанство постајало све доминантније, и црквене грађевине постајале су све импозантније, што је посебно видљиво у црквеној архитектури северне Естоније из 15. века. Тако је црква Светог Олафа у Талину са висином звоника од 124 метра током 16. века била једна од највиших грађевина у целој Европи. Поед црквене архитектуре из средњовековног периода потичу и утврђења попут Хермановог дворца у Нарви, Томпеа у Талину и тврђава Куресаре на Сареми.
Током периода руске владавине доминантан архитектонски правац постаје барок и рококо, а широм земље локална аристократија подиже велелепне и луксузне виле. Типичан представник архитектуре из тог периода је замак Кадриорг подигнут по налогу императора Петра Великог. Неокласицизам у естонској архитектури најбоље дочарава зграда градске већнице у Тартуу и околне грађевине из 18. века. Током 19. века појављују се бројни експериментални архитектонски правци, а један од доминантнијих у Естонији постају архитектонски еклектицизам и неоготика. Почетак 20. века обележио је стил сецесије који се у Естонији развио под утицајем ришке и финске сецесије, а најтипичнији представник сецесионистичке естонске архитектуре био је Жак Розенбаум (1878–1944). Утицај руске архитектуре с краја 19. века највидљивији је у здању цркве Светог Александра Невског у Талину саграђеној у псеудоруском стилу који представља комбинацију традиционалне руске и византијске архитектуре.
Током периода совјетске власти архитектонска решења проналажена су у социјалистичком реализму и брутализму, а класичан пример такве архитектуре је средиште града Силамае (Стаљинистичка архитектура).
- Дворац Томпеа у Талину
- Куресарска тврђава
- Дворац Кадриорг
- Дворац Алатскиви

### Позориште, филм и телевизија
Оснивање аматерског позоришта у Талину 1784. године од стране драматурга Августа фон Коцебуа сматра се датумом оснивања позоришне сцене у Естонији. У том периоду већину комада чиниле су комедије које су се изводиле искључиво за малобројну немачку племићку елиту која је владала градовима. Прва професионална позоришна група основана је 1809. године, а њен репертоар су углавном чинили комади на немачком језику, иако су се у појединим приликама изводиле и представе на естонском и руском језику. Прво искључиво естонско позориште Vanemuine основано је тек 1865. године у граду Тартуу, а 5 година касније позоришна група из овог града извела је први изворно естонски позоришни комад, комедију Тетка са Сареме Лидије Којдуле. Тартуско позориште је 1906. добило властиту зграду, а почетком 20. века у њему почињу да се играју комади настали по делима страних аутора, попут Хенрика Ибсена, Герхарта Хауптмана, Максима Горког, али и домаћих аутора, Августа Кицберга, Оскара Лутса и Едварда Вилдеа.
Највећа позоришна установа у земљи је Естонско народно позориште (ест. Estonia teatrihoone) у Талину, основано 1913. године. У то време била је то највећа грађевина у Талину.
Филмска индустрија у Естонији званично је почела са радом 1896. године када су у Талину снимљени први „покретни снимци”, а неколико година касније – 1908 – у истом граду отворен је и први биоскоп (годину дана касније отворен је и биоскоп у Парнуу). Исте године снимљен је и први документарац у форми филмске новости, а односио се на посету шведског краља Густафа V Талину.
Први филмски студио основао је 1912. у Тартуу Јоханес Пасуке (Estonia Film Tartus), и у поменутом студију снимљен је и први естонски документарни филм. Две године касније Пасуке је снимио и свој други филм под насловом Karujaht Pärnumaal (у преводу Лов на медведе у Парнуми). Пасуке, који се сматра оцем естонске кинематографије, снимао је документарне и краткометражне филмове естонске природе, а у Естонском филмском архиву до данас је сачувано укупно 8 његових радова.
Први дугометражни филм Сенке прошлости снимљен је 1924. године у режији Константина Марска. Неми филм Млади орлови (ест. Noored kotkad) Теодора Лутса из 1927. сматра се прекретницом и првим озбиљним филмом у историји естонске кинематографије (филм има ратну тематику и бави се естонским ратом за независност). Први тонски филм (Тлатни паук) снимљен је 1930. године.
Међу највеће остварење естонске кинематографије 20. века убраја се филм Последња реликвија (ест. Viimne reliikvia) Григорија Кроманова из 1969. године. Филм представља екранизацију романа Vürst Gabriel ehk Pirita kloostri viimsed päevad (Принц Габријел и последњи дани Пиритског манастира) естонског књижевника Едварда Борнхохеа (сценарио је написао Арво Валтон).
Године 1997, на иницијативу Министарства културе Естоније основана је Естонска филмска фондација (ест. Eesti Filmi Sihtasutus).
Естонска национална телевизија (Eesti Televisioon, ETV) званично је почела да емитује програм 19. јула 1955. године и најстарија је телевизијска кућа у Естонији. ETV је постала пуноправном чланицом Европске радиодифузне агенције 1. јануара 1993. године. Закључно са 1. јулом 2010. Естонија је прешла на дигитално емитовање сигнала на територији целе земље.

## Естонска гастрономија
Традиционална естонска кухиња базира се на месу и кромпиру, те на риби у приобалним подручјима и уз обале језера. Најтипичније естонске намирнице су ражени хлеб, свињетина, кромпир и млечни производи, а начин исхране уско је повезан са годишњим добима. У сеоским подручјима и данас је раширено спремање зимнице. Савремена гастрономија развила се под утицајем суседних народа, нарочито са подручја Скандинавије, Немачке, Летоније, Литваније и Русије.
У традиционалној естонској кухињи хладна предјела базирају се на кобасицама које се служе углавном уз кромпир салату (ест. rosolje) која се спрема са додатком цвекле и сушених харинги које су уједно и најпопуларнија риба. Служе се и пецива звана pirukad која представљају естонску верзију пирошки, односно пециво пуњено месом, киселим купусом, шаргарепом и пиринчем. Од риба као хладно предјело служе се још и димљене или мариниране јегуље и јела од домаћих ракова. Једно од националних јела је räim или патуљаста харинга. Специфично естонско јело је и слатка супа (ест. leivasupp) која се прави од црног хлеба и јабука са додатком слатке павлаке, шећера и цимета. Хлеб је најважнија намирница и служи се уз свако јело.
Традиционални десерти укључују кисел (kissell), густи слатки сируп који се прави од рибизли, затим kohuke слаткиш који се прави од загрејаног и заслађеног киселог млека које се кува све док се не стврдне. Један од најтипичнијих естонских слаткиша је кама и представља мешавину фино млевеног брашна од прженог јечма, ражи, овса и грашка која се помеша са млеком и шећером.
Традиционална естонска пића су кали који је сличан руском квасу и медовина (mõdu). Најпопуларнија алкохолна пића су пиво и вотка. Две најстарије естонске дестилерије алкохолних пића основане су 1807. и 1820. године.

## Државни празници
Најважнији државни празник у Естонији је Дан независности који се прославља 24. фебруара, на дан када је усвојена Декларација о независности Естоније. Према закону од 2013. године у Естонији се прославља 12 државних празника, и то су уједно и нерадни дани.
| Датум            | Празник                         | Оригинални назив | Напомена                                                                    |
| ---------------- | ------------------------------- | ---------------- | --------------------------------------------------------------------------- |
| 1. јануар        | Нова година                     |                  |                                                                             |
| 24. фебруар      | Дан независности                |                  | На тај дан 1918. усвојена је Декларација о независности.                    |
| покретни празник | Велики петак                    |                  |                                                                             |
| покретни празник | Ускрс                           |                  |                                                                             |
| 1. мај           | Први мај                        |                  |                                                                             |
| покретни празник | Духови                          |                  |                                                                             |
| 23. јун          | Дан победе                      | и                | У знак сећања на победу у бици код Винуа 1919. током рата за независност.   |
| 24. јун          | Дан светог Јована               |                  | Најстарији празник који се континуирано обележава у Естонији.               |
| 20. август       | Дан обнове државне независности |                  | У знак сећања на дан када је обновљена национална независност 1991. године. |
| 24. децембар     | Бадње вече                      |                  |                                                                             |
| 25. децембар     | Божић                           |                  |                                                                             |
| 26. децембар     | Дан поклона                     |                  | Традиционално се слави првог дана након Божића.                             |

## Спорт
Спорт је важан део естонске културе и естонског живота. Дебитантски наступ на Летњим олимпијским играма спортисти из Естоније остварили су у Антверпену 1920, иако је Олимпијски комитет Естоније основан тек 1923. године. Естонију је на Играма у Антверпену представљало 13 спортиста који су се такмичили у три спорта (у дизању тегова, атлетици и рвању), а прву златну олимпијску медаљу за Естонију у историји освојио је дизач тегова Алфред Неуланд. Најуспешнији естонски спортиста који се такмичио на Летњим олимпијским играма био је рвач Кристјан Палусалу који је на ЛОИ 1936. у Берлину освојио две златне медаље у најтежој рвачкој категорији, у обе дисциплине. Палусалу је тако постао први и једини рвач који је на једним олимпијским играма освојио златне медаље и у рвању грчко-римским и у рвању слободним стилом. На Зимским олимпијским играма естонски спортисти су дебитовали у Санкт Морицу 1928. године. Најуспешнији естонски спортиста на Зимским олимпијским играма је репрезентативка у нордијском скијању Кристина Шмигун-Вахи са две златне и једном сребрном медаљом. Након совјетске анексије земље, естонски спортисти су се такмичили као део совјетске репрезентације (1952–1988), а као независна земља на међународну сцену се поново враћају 1991. године. Најуспешнији олимпијски спортови у Естонији су атлетика, дизање тегова, рвање и нордијско скијање. Град Талин је био домаћин олимпијске регате у једрењу током Летњих олимпијских игара 1980. у Москви.
Најпопуларнији екипни спортови у земљи су фудбал, кошарка, одбојка и хокеј на леду. Фудбалска репрезентација је највећи успех на међународној сцени остварила у квалификацијама за Европско првенство 2012. када је успела да се пласира у доигравање (али је изгубила од селекције Ирске и није се пласирала на завршни турнир). Најуспешнији фудбалски клубови у земљи са 10, односно 19 националних титула су Флора и Левадија. Мушка кошаркашка репрезентација учествовала је на ЛОИ 1936. (заузела 9. место) и на укупно 5 европских првенстава.
Хокеј на леду у Естонији почео је да се развија почетком тридесетих година 20. века, а први аматерски клубови основани су у Талину и Тартуу. Убрзо је основан и национални хокејашки савез који постаје пуноправним чланом Међународне хокејашке федерације 17. фебруара 1935. године. Савез је остао члан Међународне хокејашке федерације све до 27. априла 1946. када је Естонија ушла у састав Совјетског Савеза, а све ингеренције у вези са хокејом на леду са републичких пренете су на федерални ниво. Рад СХЛЕ је обновљен 4. маја 1992. године.
Паул Керес је у периоду од 1930-ид до 1960-их био један од најбољих естонских и совјетских шахиста. Међу најуспешније естонске спортисте убрајају се и атлетичари Ерки Нол, Герд Кантер и Александар Тамерт. Најуспешнија естонска тенисерка је Каја Канепи која је 2012. била 15. на листи.